# Vranovsko-křtinský lichtenštejnský areál

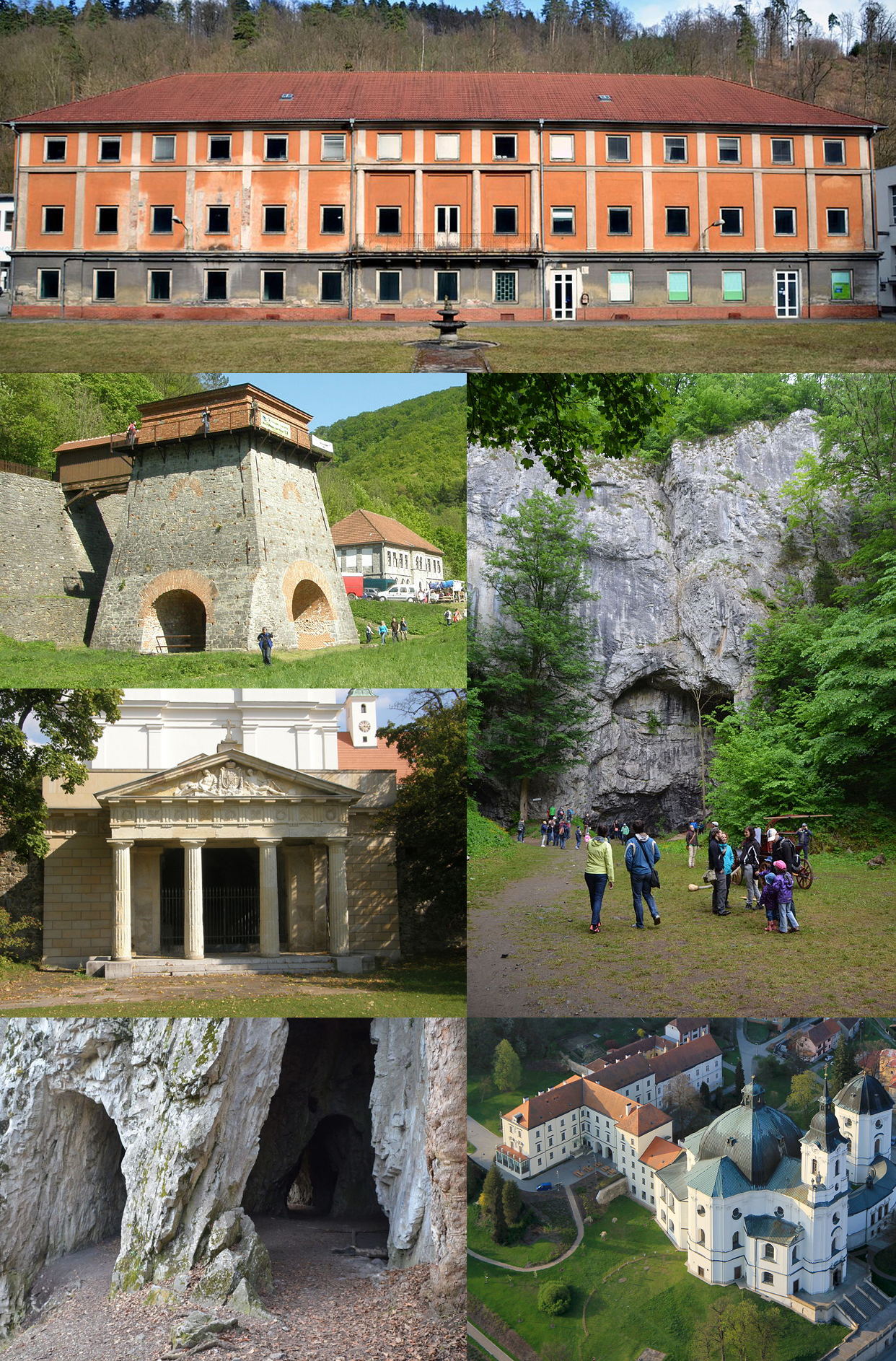
Pamětihodnosti Vranovsko-křtinského lichtenštejnského areálu. Nahoře zámek v Adamově, uprostřed Františčina huť, lichtenštejnská hrobka ve Vranově, jeskyně Býčí skála, dole jeskyně Kostelík a kostel v Křtinách

Vranovsko-křtinský lichtenštejnský areál byl krajinný celek rozkládající se mezi obcemi Vranov a Křtiny v prostoru dnešních okresů Brno-venkov a Blansko. Vznikal na přelomu 18. a 19. století z iniciativy rodu Lichtenštejnů, kteří zde vlastnili pozořické panství.

## Historie

### Vznik
Počátky budování tohoto areálu spadají nejpozději do období 90. let 18. století, tedy do doby, kdy pozořickému panství vládl kníže Alois I. Josef Lichtenštejn (1759–1805).  Po jeho smrti pokračoval v díle jeho bratr Jan I. Josef Lichtenštejn (1760–1836). V tomto období se ustálil název Moravské Švýcarsko (německy Mährische Schweiz).
Přestože od poloviny 19. století dochází k postupnému úpadku některých částí areálu (např. Kolonáda, altány apod.), turistický ruch naopak sílil. Především pak železnice vytvořila nový výchozí bod do Moravského Švýcarska – Adamov.

### Zánik
Již roku 1843 započala výstavba železniční tratě Brno – Česká Třebová. Dokončena a slavnostně otevřena byla 1. ledna 1849. Železnice protínala celou západní část areálu a kvůli ní byla zrušena obora.
Dalším důvodem, který vedl k celkovému zapomenutí areálu, byl pronájem železáren v roce 1880 a jejich následný prodej do rukou královéhradecké společnosti Bromovský, Schulz a Sohr v roce 1905. V neposlední řadě pak k zapomenutí vedlo odstraňování všeho německého v době, kdy vznikla Československá republika.

### Stav ve 21. století
V roce 2013 vydal Martin Golec na webu byciskala.cz článek První turisticky zpřístupněnou jeskyni v ČR nehledejme v Chýnově, ve kterém areál poprvé nazývá Vranovsko-křtinský.

## Popis

### Vranov
Pod kostelem Narození Panny Marie z roku 1617 se nachází hrobka rodu Lichtenštejnů. Ta v letech 1818–1821 prošla přestavbou, kterou vedl Josef František Engel. Hrobka byla rozšířena a obohacena o vlastní vstup v antickém pojetí.
Vranov bylo možné chápat coby vstupní místo do celého areálu, přicházelo se po staré poutní cestě od Brna. Odtud se pokračovalo přes Adamov a Křtinským údolím směrem na Křtiny.

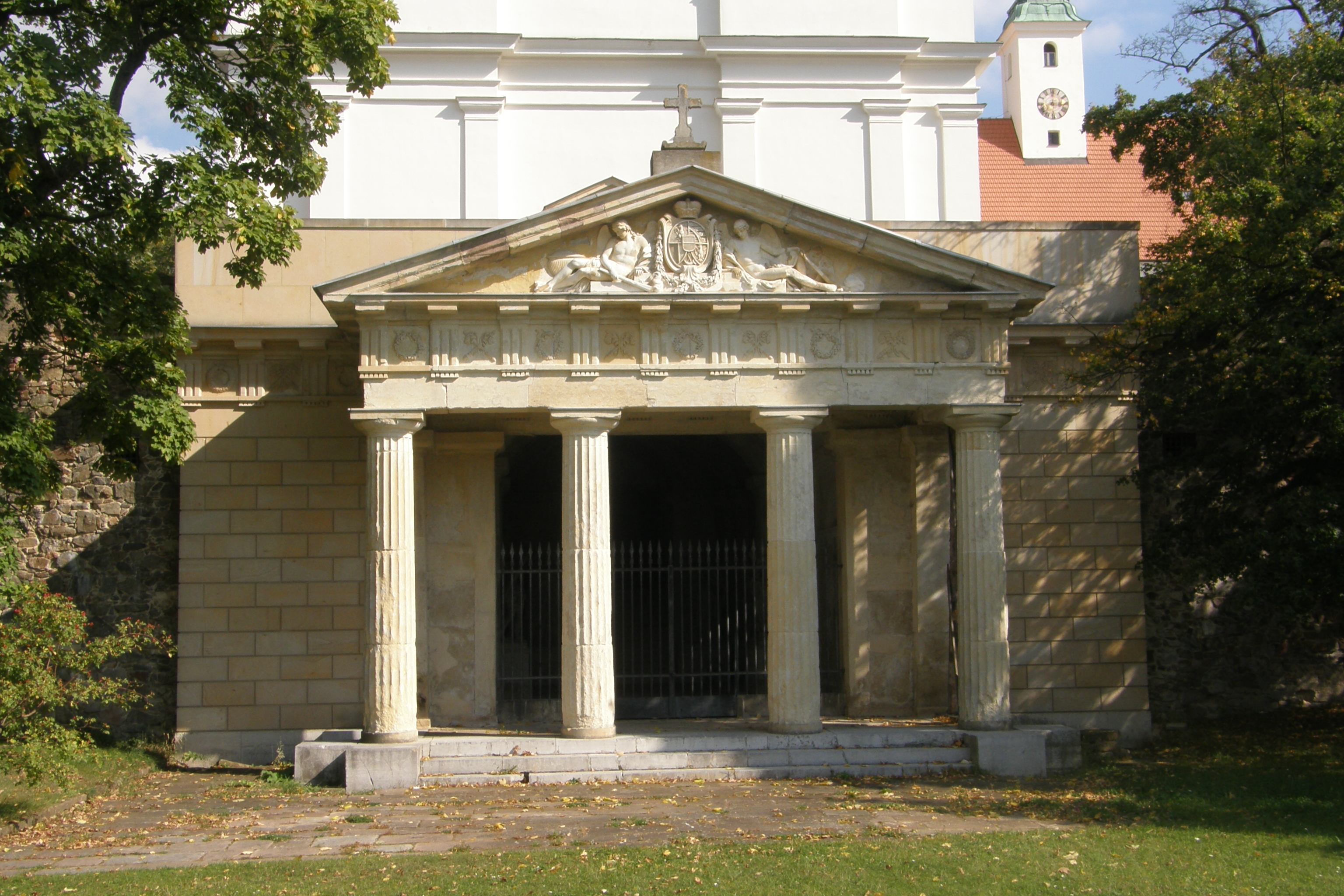
Současná podoba vchodu do hrobky vycházející z přestavby ve 20. letech 19. století
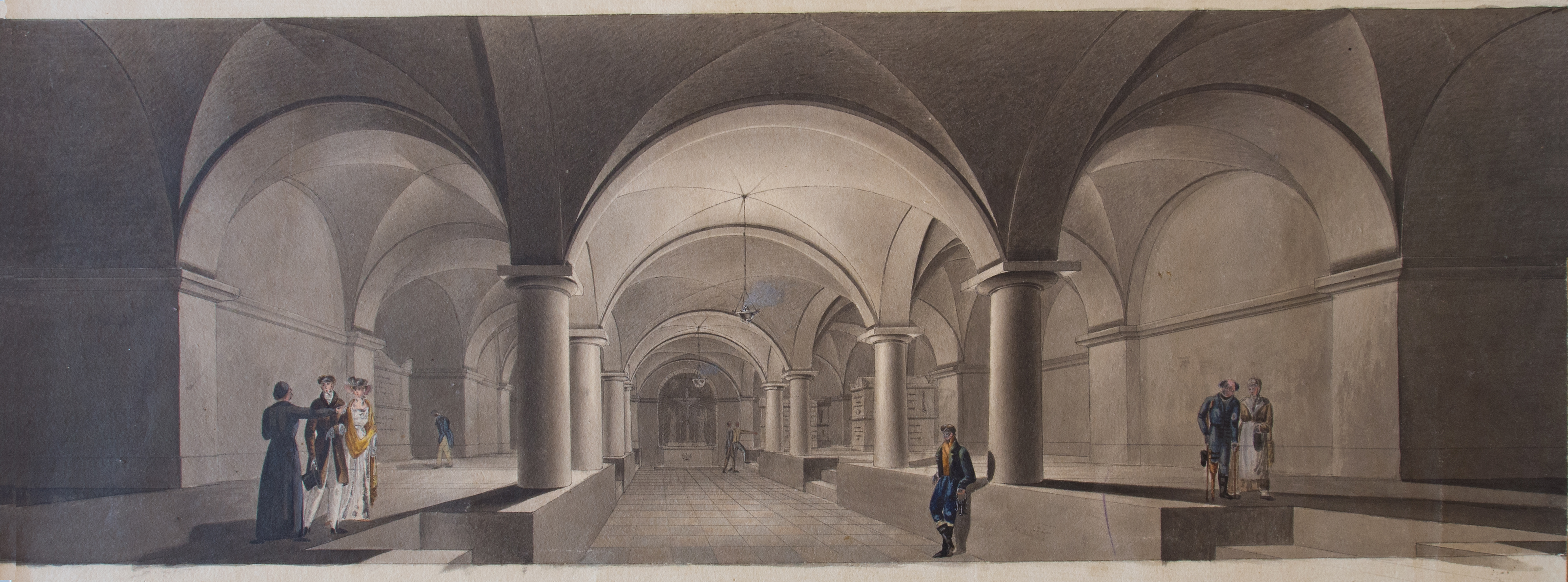
Lichtenštejnská hrobka ve Vranově po roce 1819
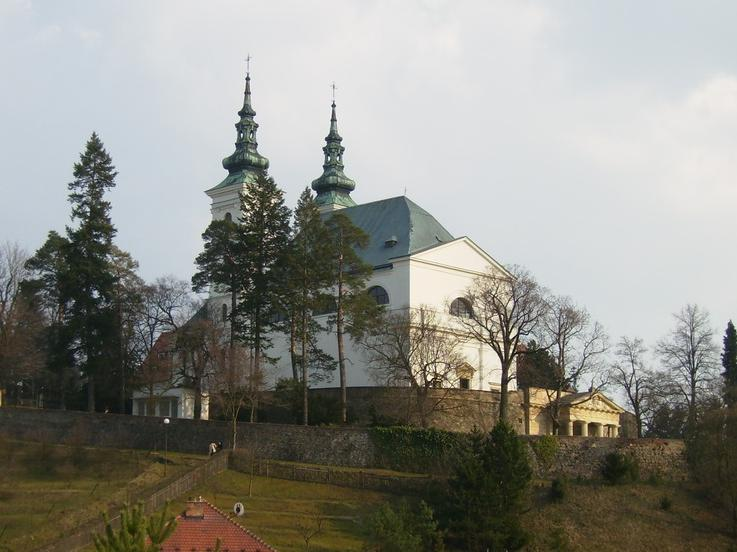
Pohled na kostel Narození Panny Marie se vstupem do krypty (vpravo dole)

### Kolonáda
Nad adamovským údolím byla vybudována vyhlídka Kolonáda, kterou tvořilo sloupořadí šestnácti dórských sloupů nesoucí klasické kladí. Ta vznikala společně s adamovským zámkem, nad kterým se tyčila. Projekt stavby vytvořil Josef Hardtmuth. Dle stavebního deníku byla kolonáda vytvořena mezi 20. a 30. květnem 1807 a je v něm uváděna coby Englisches Thöre. Nad portálem byl uveden německý nápis: Bei der zeitlichen Ruhe denke auf die nicht entfernte Ewigkeit. Do dnešní doby se dochovaly pouze základní zemní úpravy.

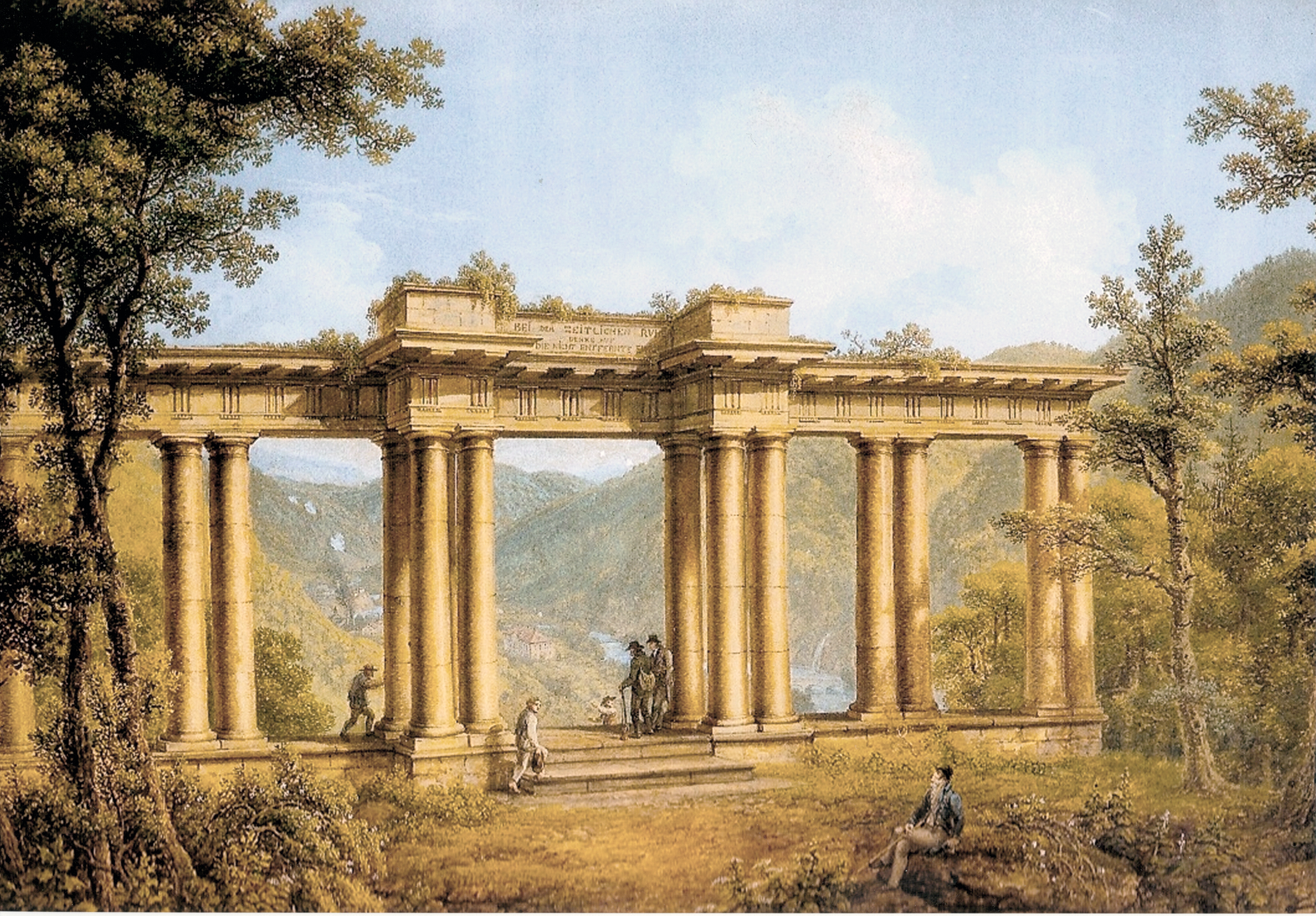
Kolonáda nad adamovským zámkem
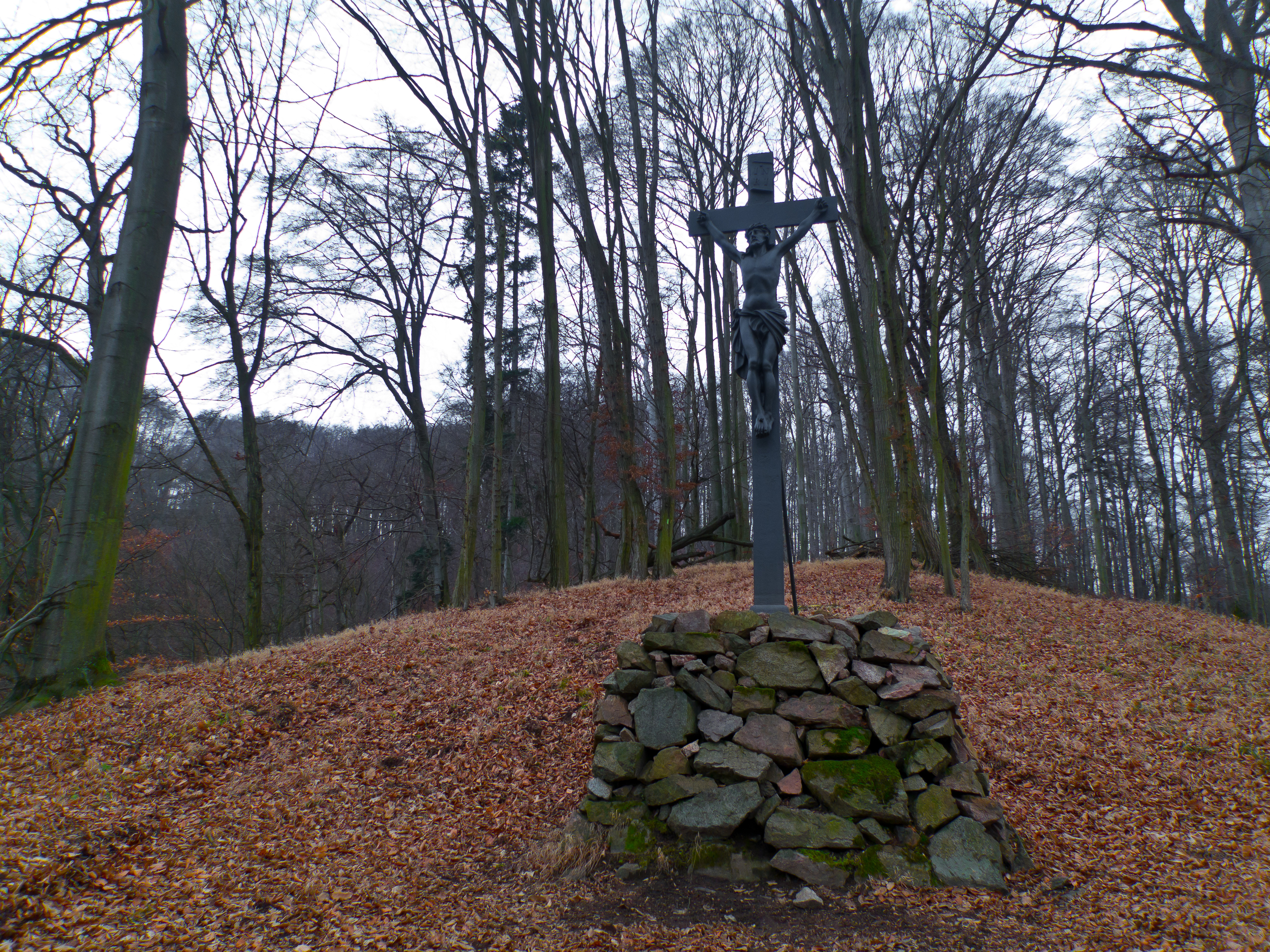
Nedaleko místa, kde stávala Kolonáda, dnes stojí kříž

### Adamov
Budova zámku, která se v době výstavby nacházela severně od Adamova, byla postavena v letech 1806–1807. Jednalo se o patrový klasicistní lovecký zámeček s anglickým parkem, který byl od okolí oddělen z jedné strany řekou Svitavou a z druhé strany náhonem adamovských železáren. Budovu zámku navrhl Josef Hardtmuth, samotnou stavbu pak řídil Karel Rudzinsky. V okolí zámku se až k Novému hradu rozkládala obora, kterou vytvořil společně s dalšími prvky parku Bernhard Petri.

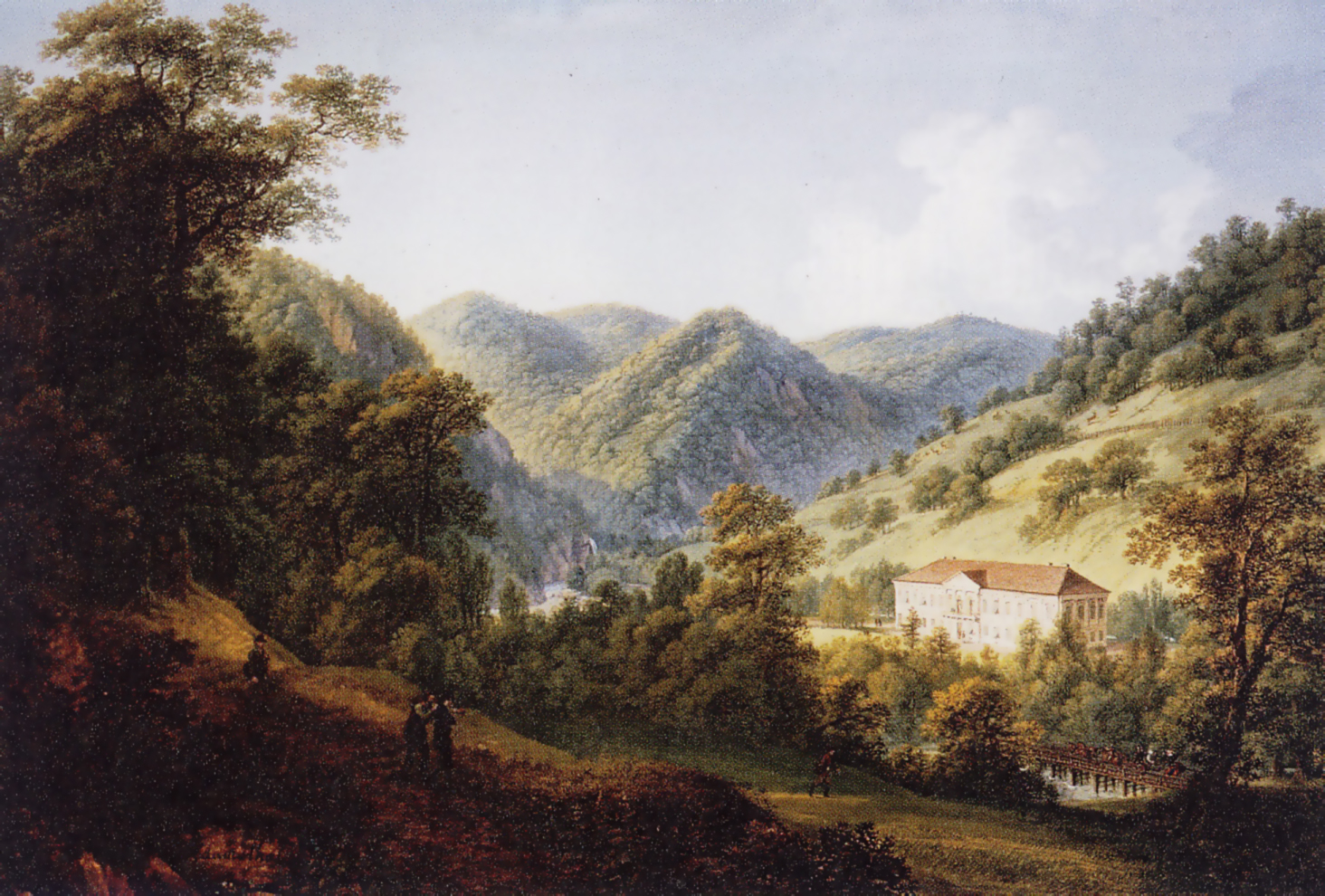
Zámek ve svitavském údolí roku 1815
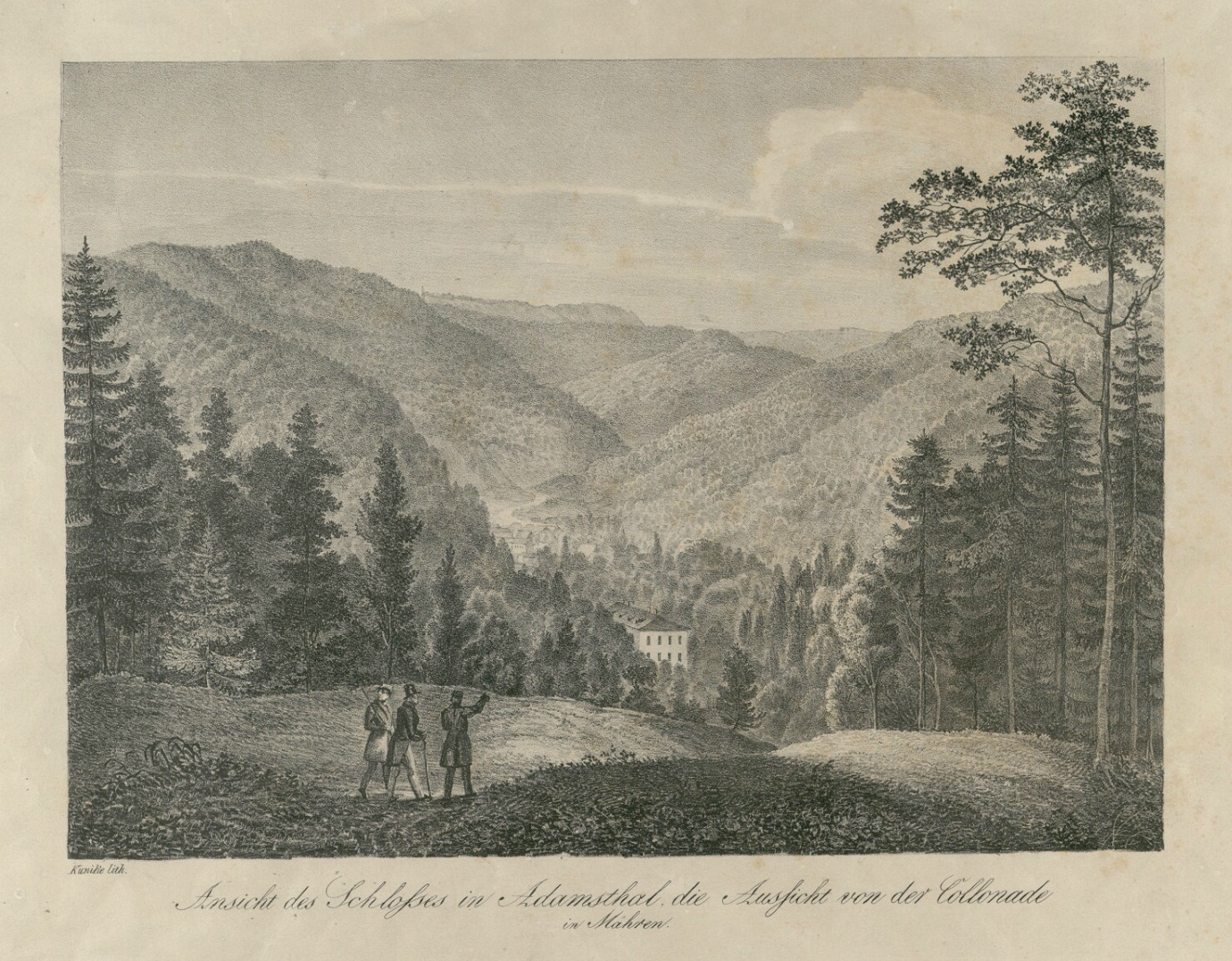
Kresba výhledu do údolí se zámkem z roku 1833
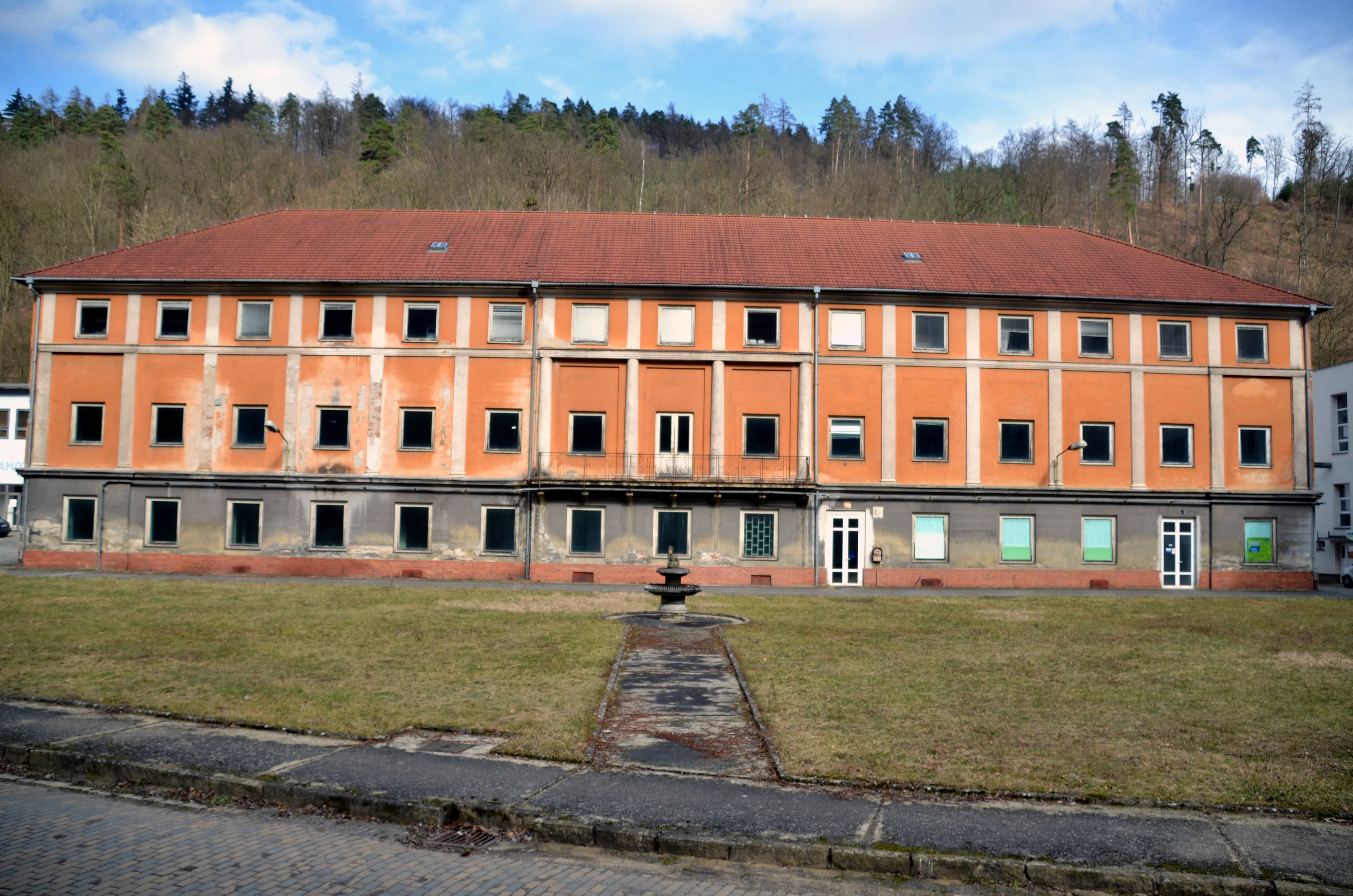
Současná podoba zámku, která vychází z jeho necitlivé přestavby v 60. letech 20. století
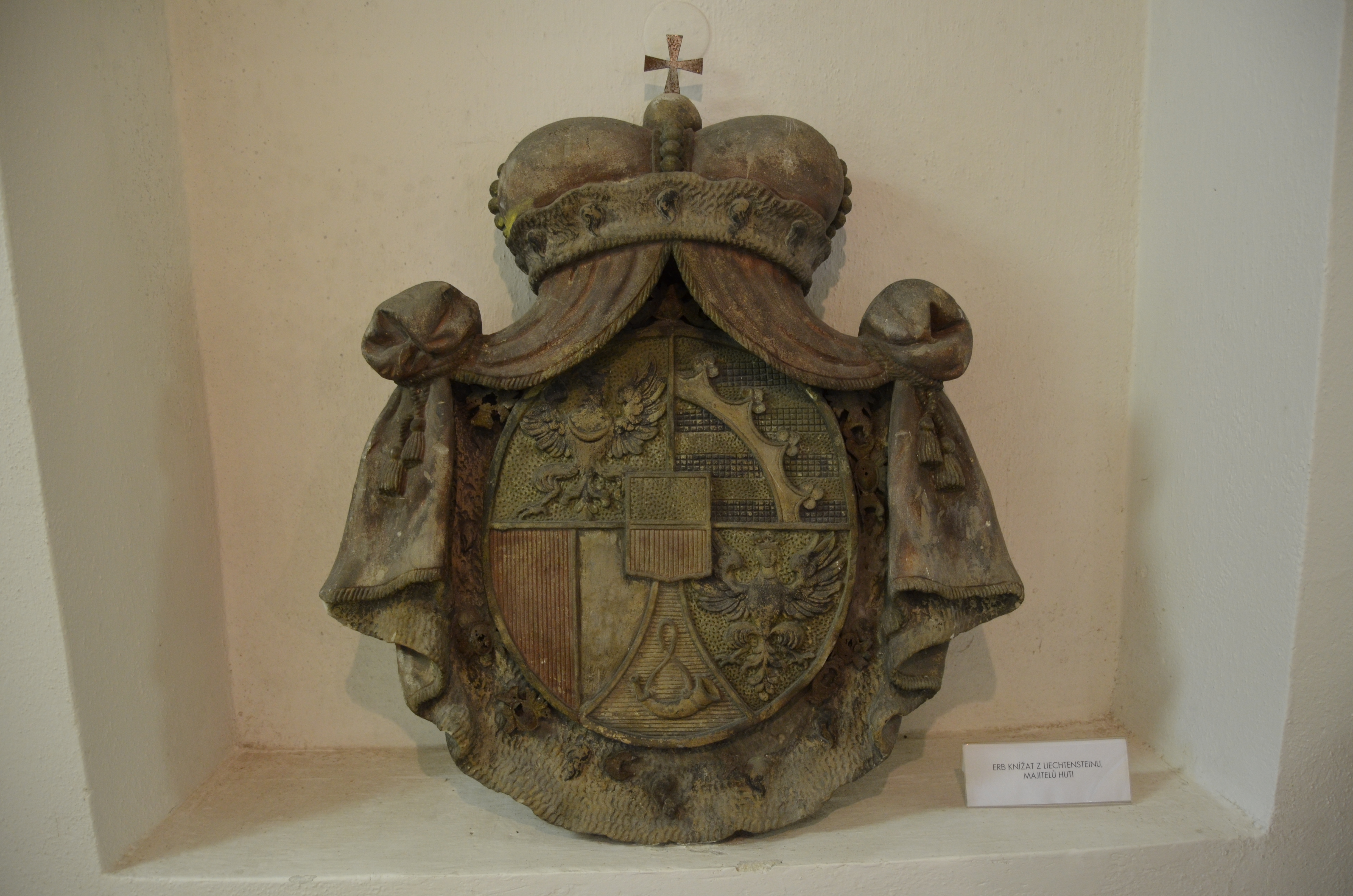
Erb lichtenštejnského rodu, původně umístěný na jednom průčelí adamovského zámku, dnes uchovávaný v expozici na Staré huti u Adamova

#### Železárny
Další originální prvky Vranovsko-křtinského areálu tvořily také adamovské železárny, které příchozím přinášely raně industriální vjemy.

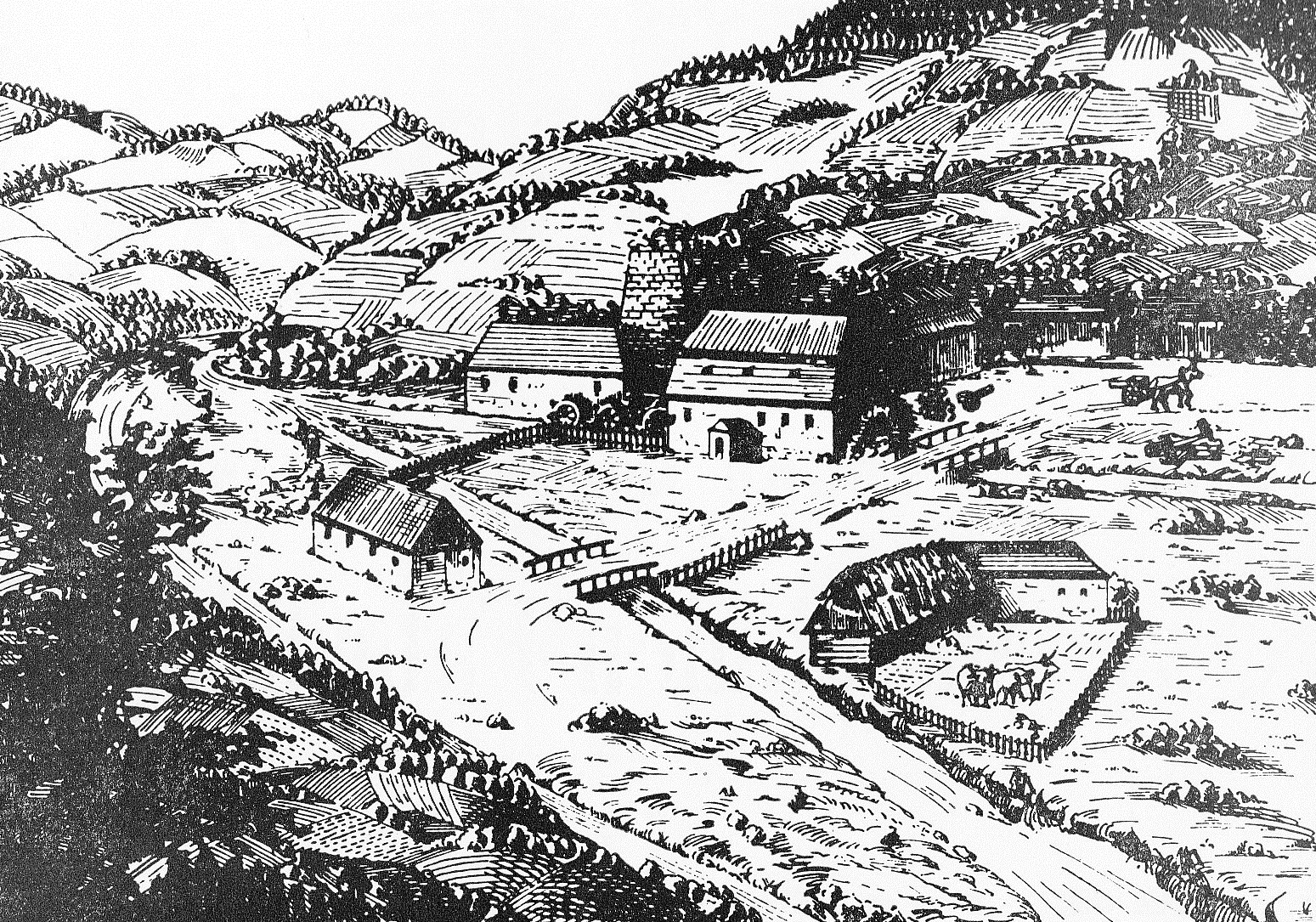
Adamovské železárny kolem roku 1800

### Nový hrad
Torzo původně středověkého hradu, vzniklého v roce 1493, bylo využito a přestavěno do podoby loveckého zámku s vyhlídkovou věží (rozhlednou). Podobně jako předchozí projekty v Adamově, i tento navrhl Josef Hardtmuth. Přesné datum přestavby není známo, ale jsou uváděny roky 1800–1806. D. Riedl se domnívá, že hrad mohl sloužit jako myslivna. Stavba nové věže stála 2 935 zlatých a 62 krejcarů. Ta však na hradě nevydržela dlouho, protože již při stavbě železniční tratě Brna – České Třebové byla v polovině 19. století, z obavy před zřícením způsobené otřesy projíždějících vlaků, z poloviny snesena.
V okolí hradu byly vytvořeny palouky, které umožňovaly romantický pohled na hrad.

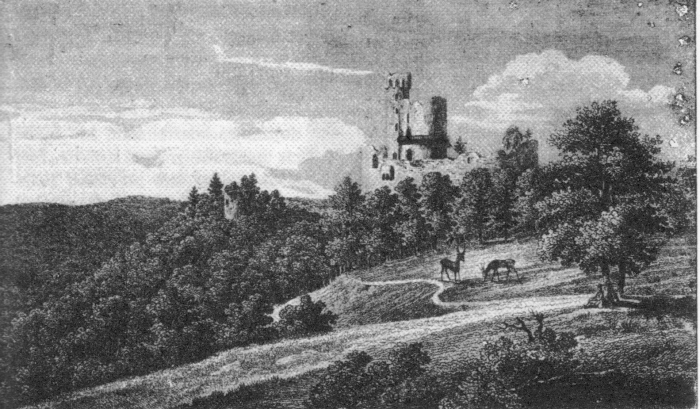
Nový hrad společně s pozůstatky Starého hradu (nalevo) v roce 1842
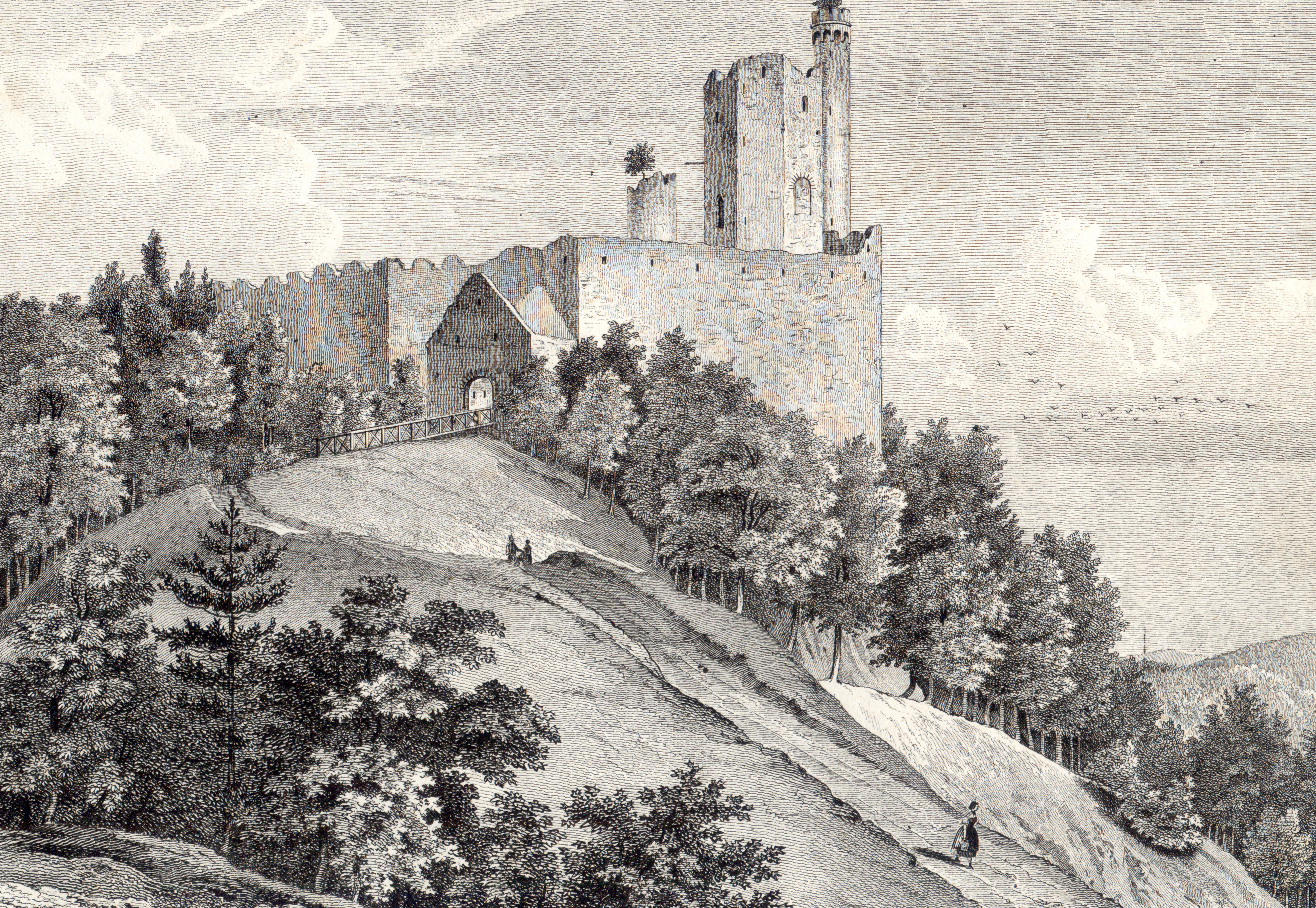
Podoba Nového hradu v roce 1848, autor F. A. Haber
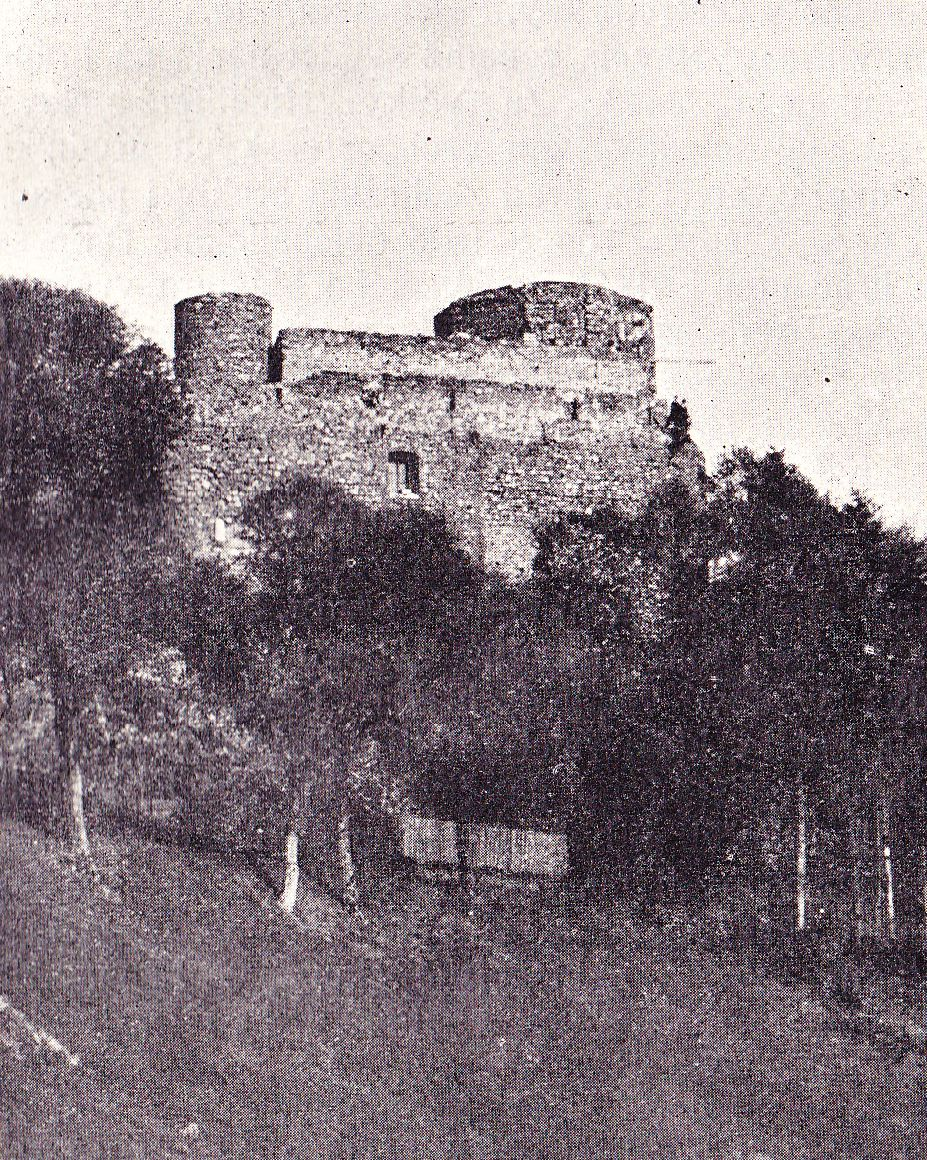
Fotografie Nového hradu u Adamova z počátku 20. století s již sníženou věží
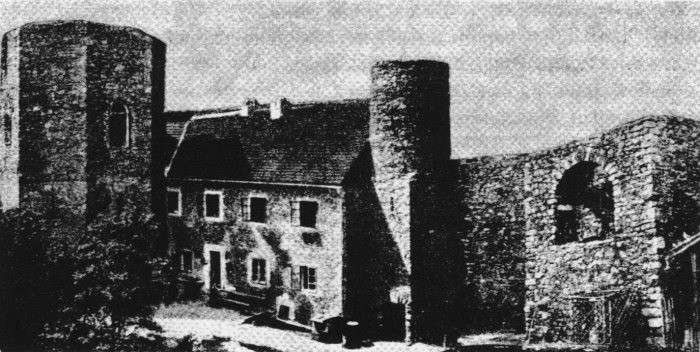
Nádvoří Nového hradu v roce 1926
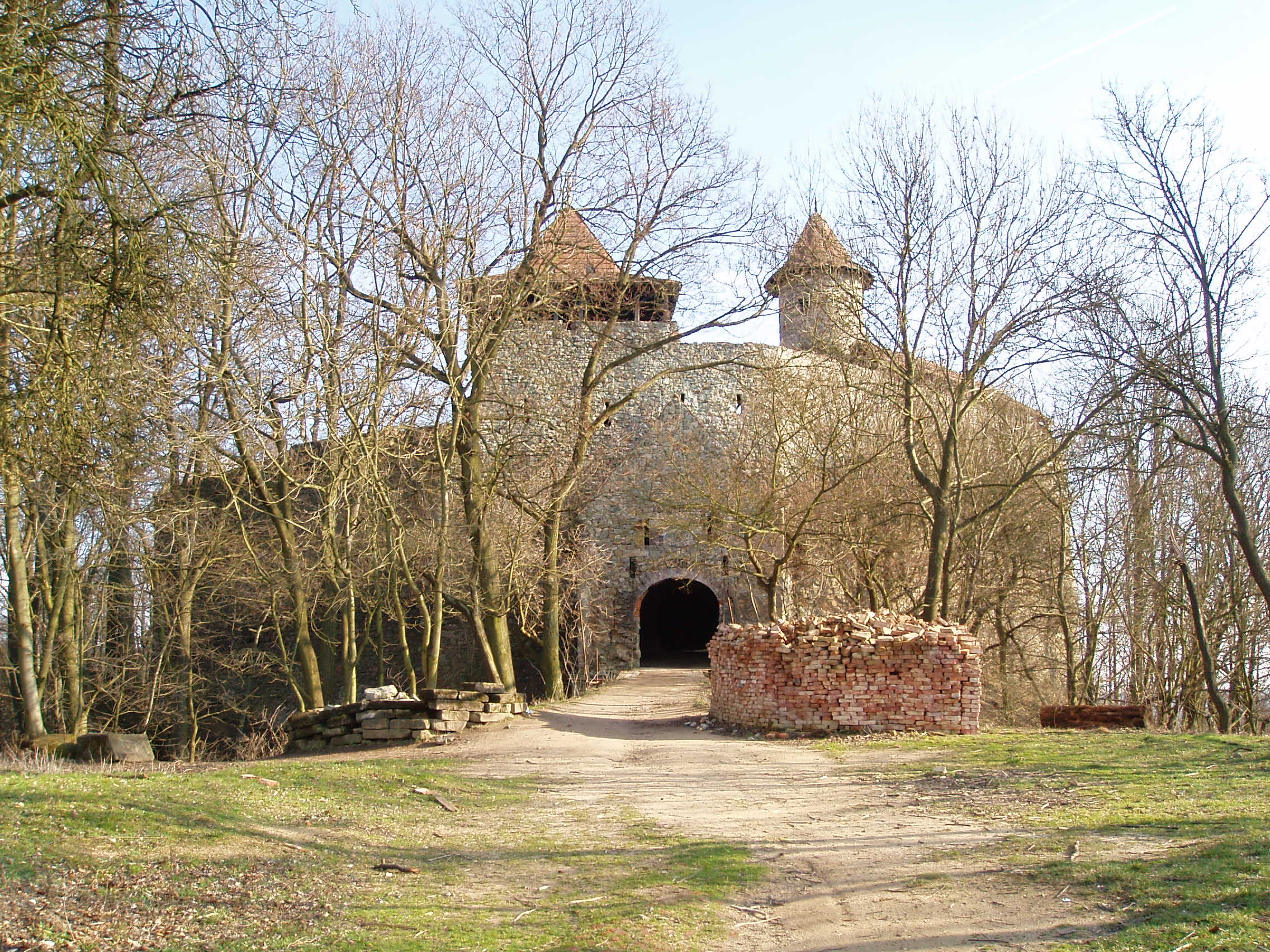
Nový hrad v roce 2007

### Františčina huť
Druhý průmyslový provoz byl k zhlédnutí v Josefovském údolí. Zde se nacházela druhá, dodnes zachovalá železářská pec, která byla vystavěna nejpozději v polovině 18. století. Na svahu nad železářskými objekty byla vybudována umělá hradní ruina. Její zbytky lze v terénu naleznout dodnes. Ruina v podobě brány měla být využita již v roce 1804, kdy tímto místem projížděl při své návštěvě císař František II. a jeho manželka Marie Tereza Neapolsko-Sicilská, coby kulisa pro muzikanty a umístění děl pro slavnostní salvu. Další romantizující prvky se nacházejí na protějším svahu Křtinského údolí.

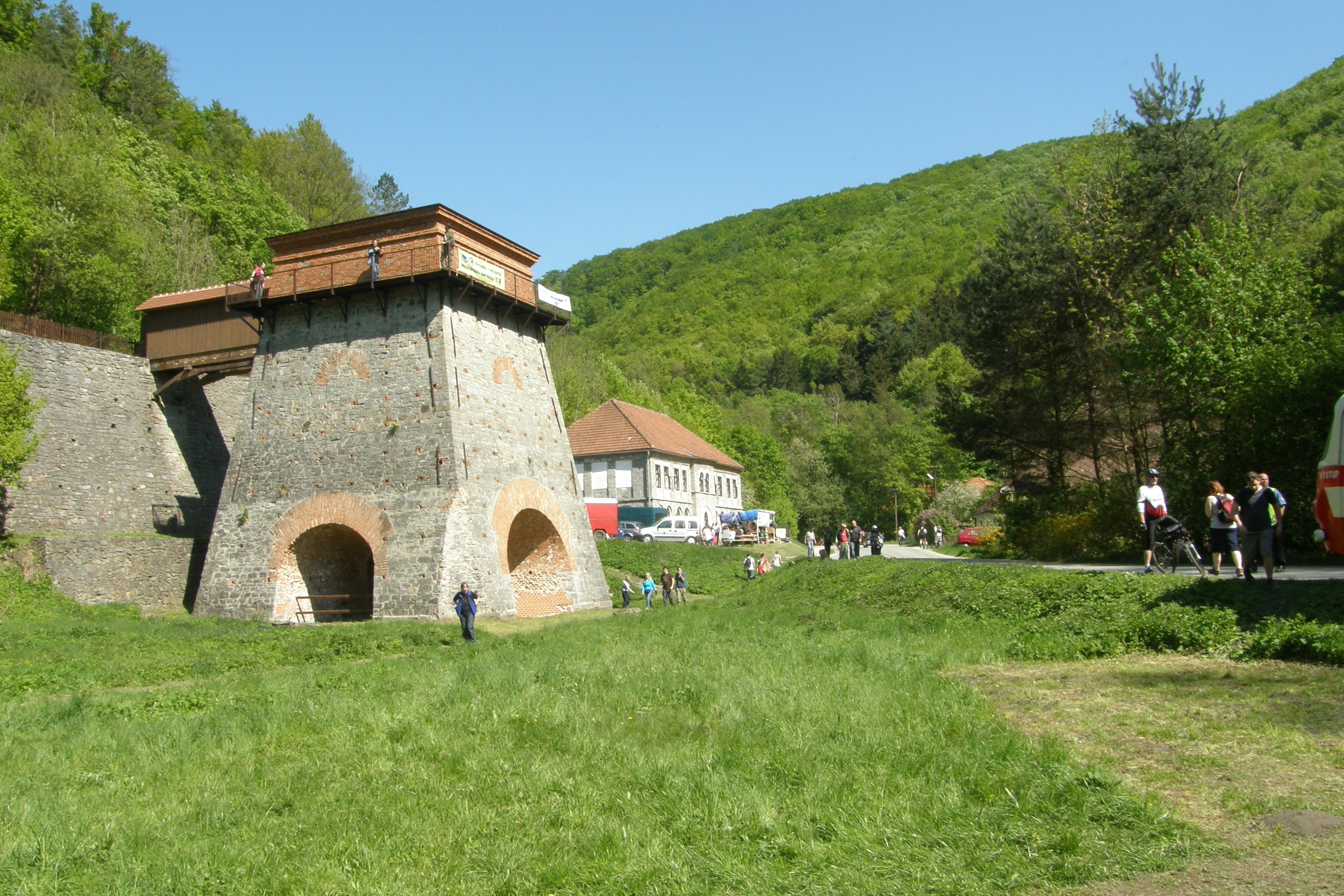
Františčina huť v Josefovském údolí
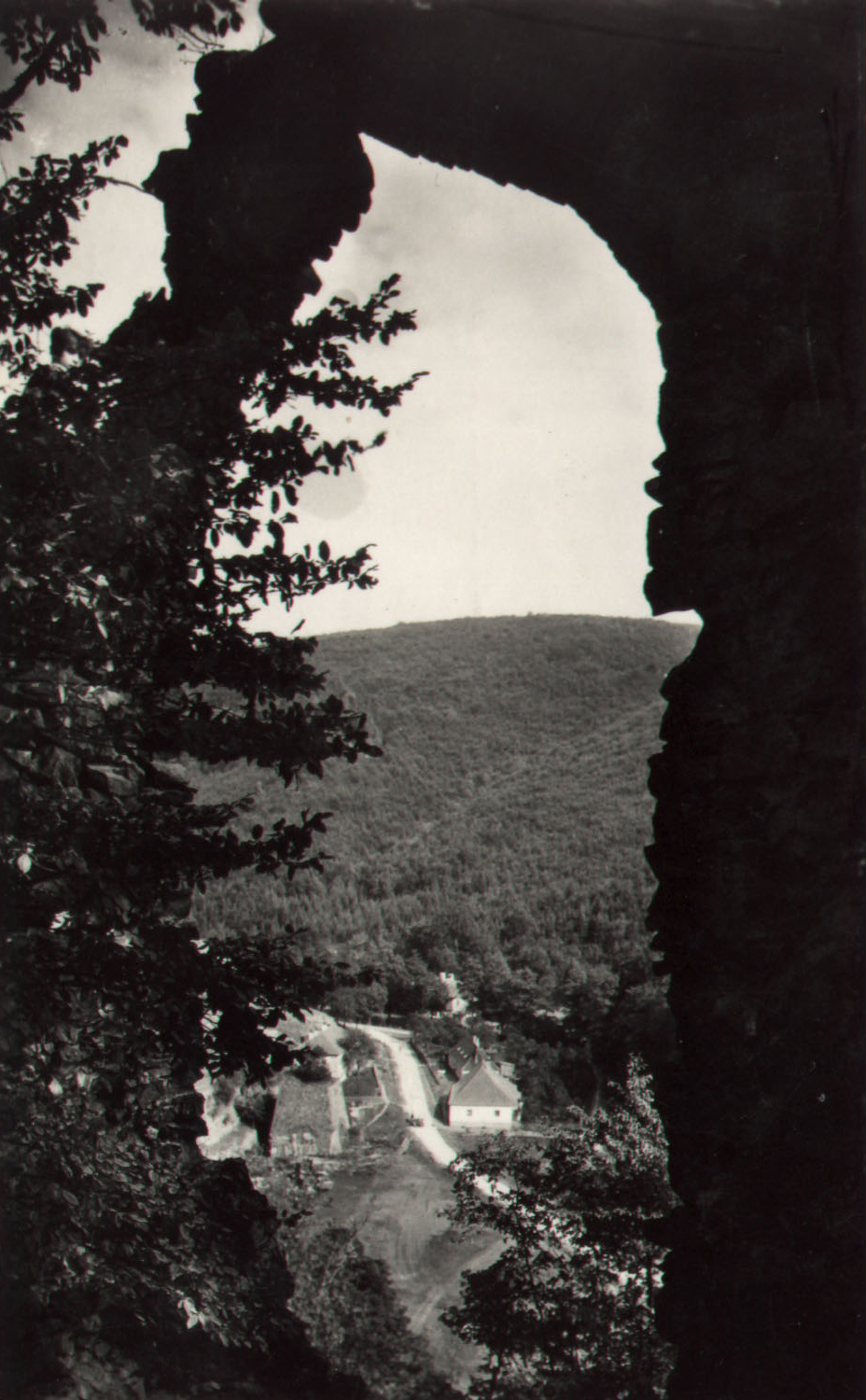
Pohled z brány umělé ruiny na Starou huť u Adamova v 1. polovině 20. století
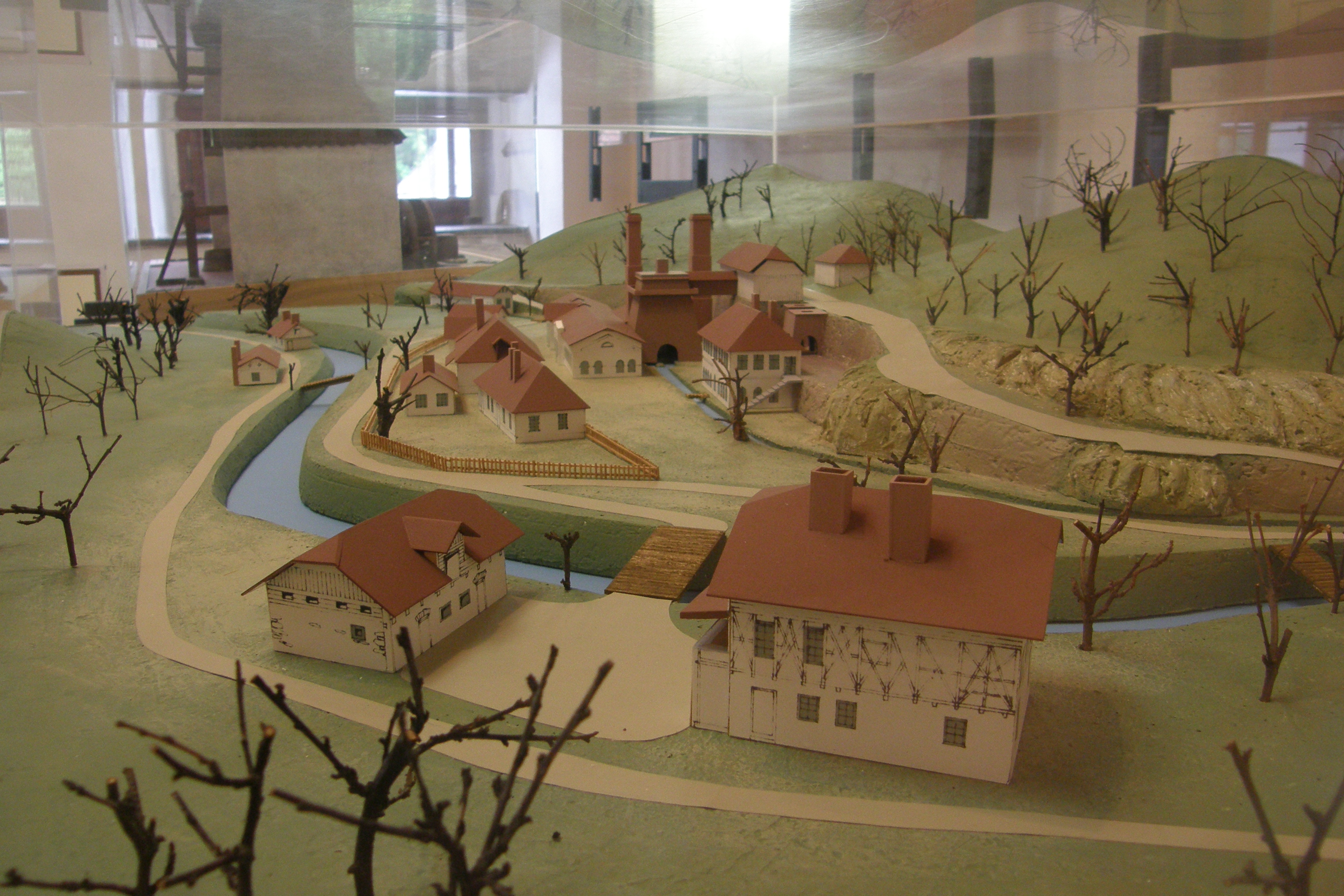
Model dobového areálu Staré huti v Adamově

### Jáchymka
Přírodní jeskyně Jáchymka, jež byla původně nazývána Evinou jeskyní, byla domodelována vylámáním nových partií a zpřístupněna zbudovanými cestami a schody, které se v Síni světla nalézají dodnes. Instalovány byly též kamenné lavičky a stůl. V části jeskyně byla též vytvořena prostora pro poustevníka Joachyma, který v ní jistý čas měl přebývat.
Pod Jáchymkou se východním směrem nacházel Huťský rybník opatřený ostrůvkem se stromy. Po rybníku bylo možné provádět romantické projížďky v loďkách.

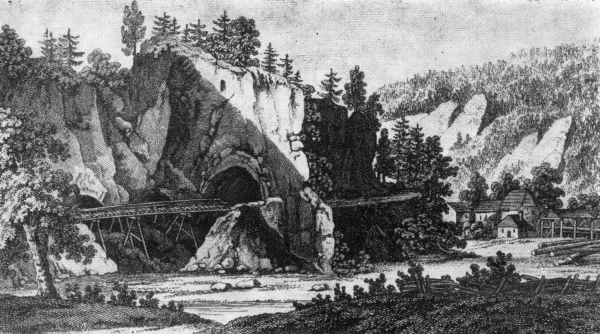
Jáchymka z východní strany v roce 1826, autor Conrad
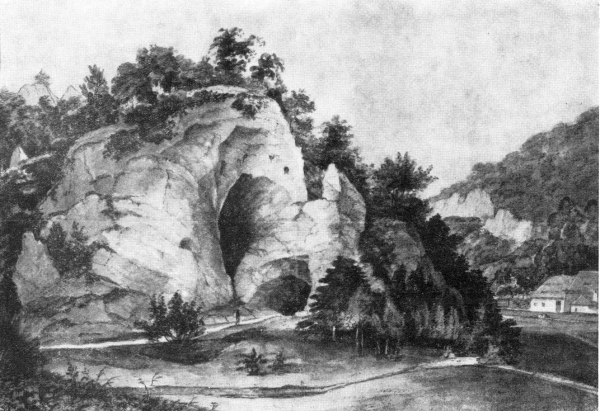
Kresba z východní strany v roce 1828, autor F. Richter
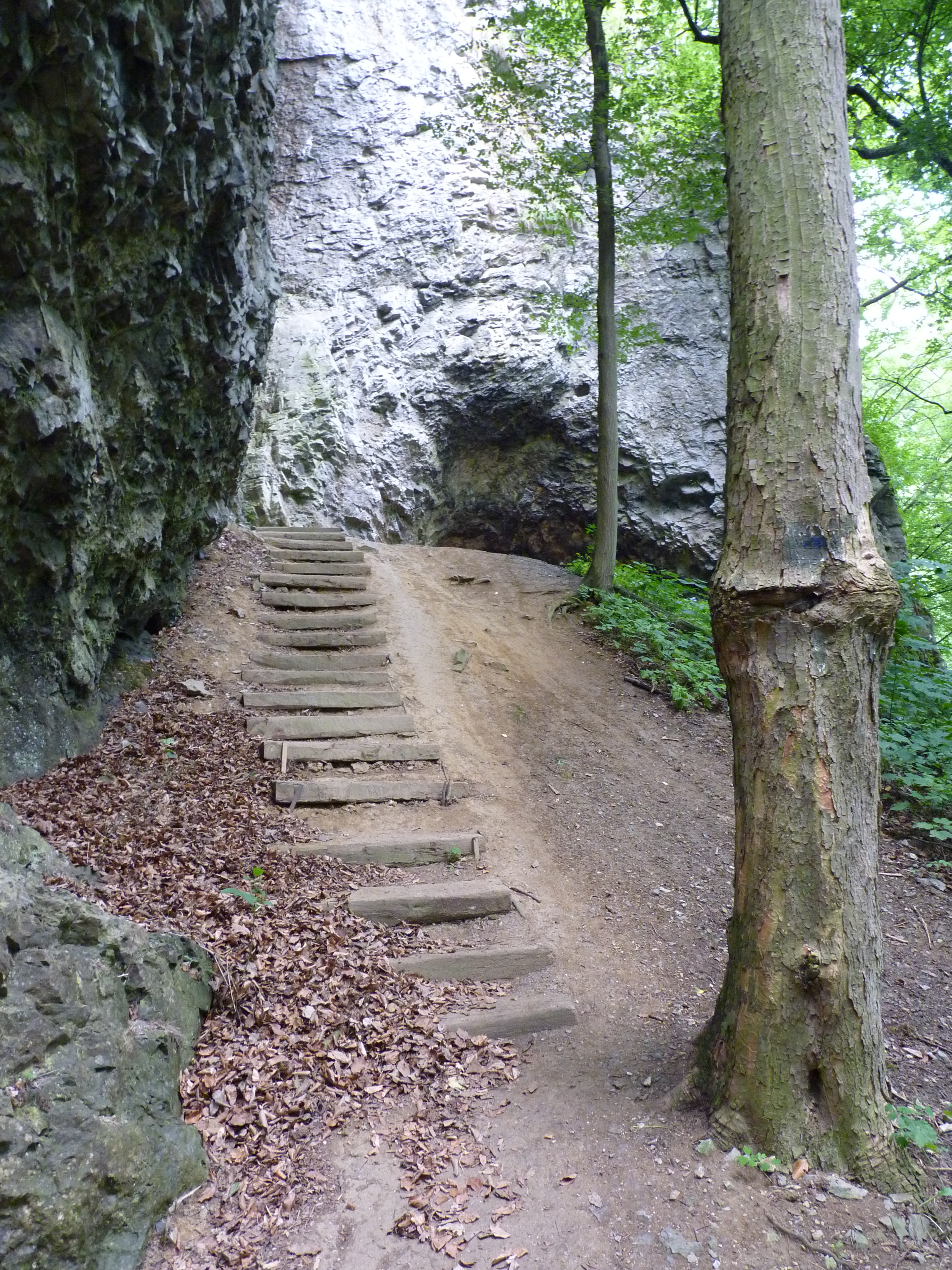
Východní přístup k jeskyni od Býčí skály
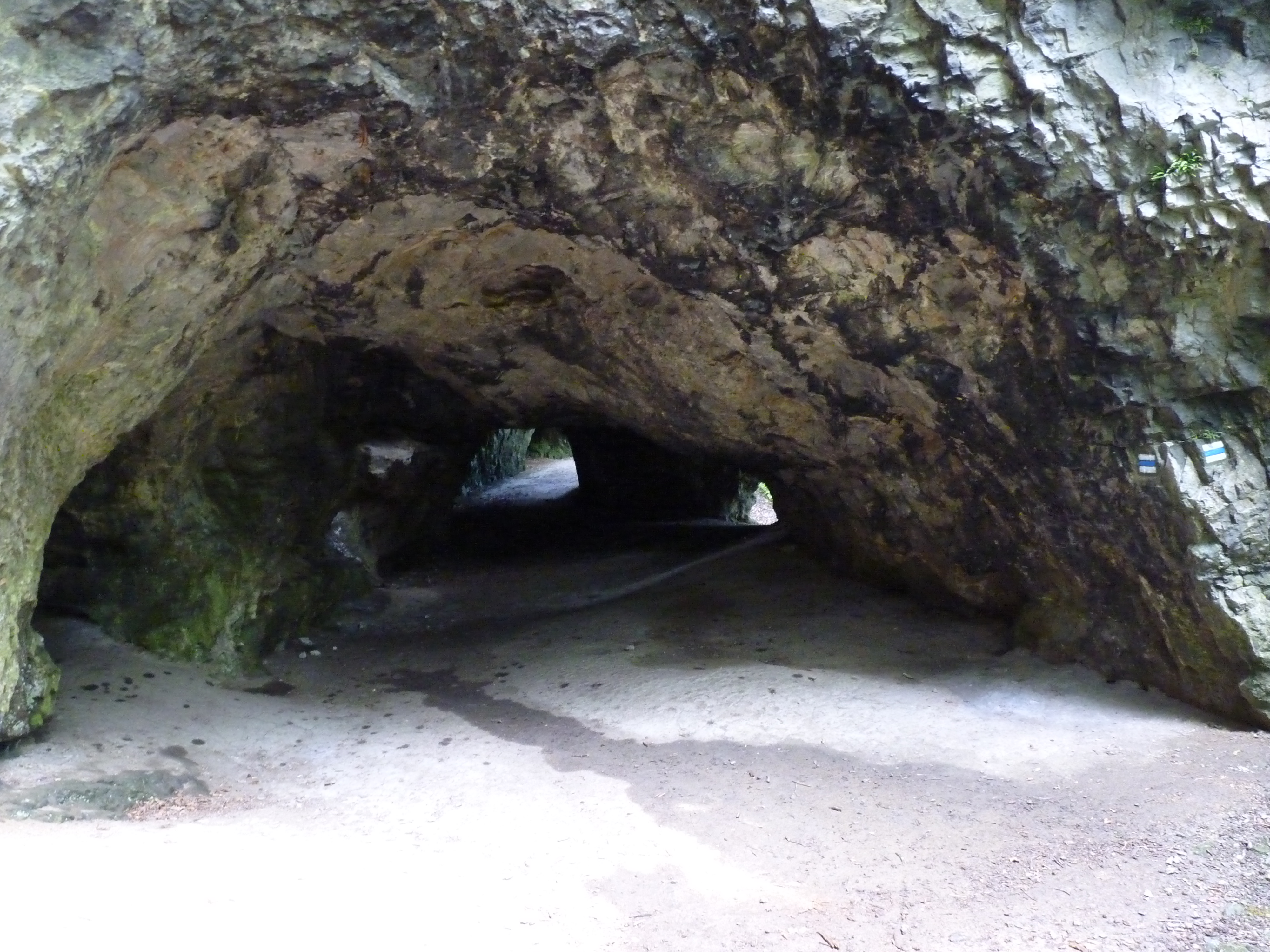
Průchozí část jeskyně

### Býčí skála
Od pradávna známá jeskyně, která byla roku 1796 komplexněji remodelována – upraveny dva vchody, které umožňovaly vjetí s vozem do jeskyně. Návštěvník mohl sám, ale i s pomocí místních průvodců, za svitu loučí dojít až k tehdy známému konci tzv. Staré Býčí skály – k Šenkovu sifonu (Býčímu jezeru). Zde se do dnešní doby dochovala pamětní deska připomínající návštěvu Františka II. a Marie Terezy. Na stejném místě je též umístěna pamětní deska donátora areálu Aloise I. Josefa Lichtenštejna. Společně s ním jsou na ní uvedeni tvůrci nejstarší fáze romantického areálu. Uvnitř jeskyně byl vybudován dřevěný most, který pomáhal překonávat vodní jezírko, zvýšený chodník nad vodními tůněmi či kamenné mohyly.
V jeskyni se dochovaly také tisíce dobových podpisů – např. u Pohanských kamenů se nachází podpis lichtenštejnského architekta Josefa Hardtmutha z roku 1796.
Na skále nad jeskyní byl umístěn dřevěný altán. Tento se nedochoval a nyní jej připomínají pouze pozůstatky v terénu.

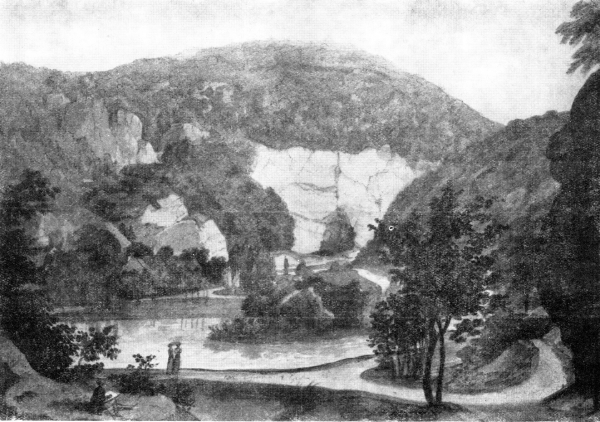
Pohled na Býčí skálu od Jáchymky z roku 1828. V popředí zmíněný rybník, autor F. Richter
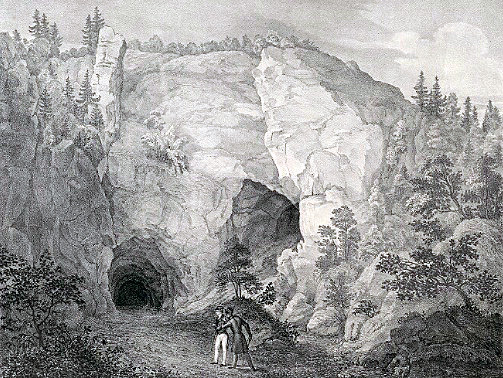
Pohled na skalní stěnu Býčí skály z roku 1833, F. A. Kunike
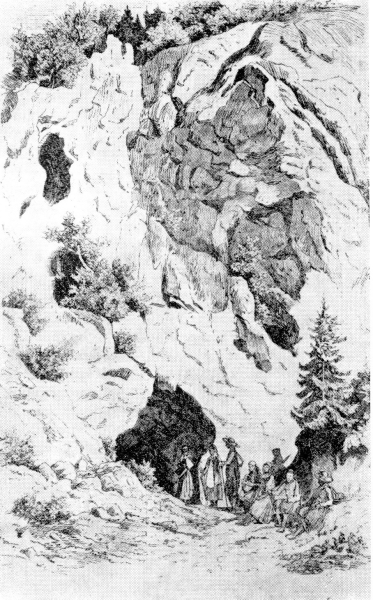
Pohled na Býčí skálu v roce 1875, autor E. Herold
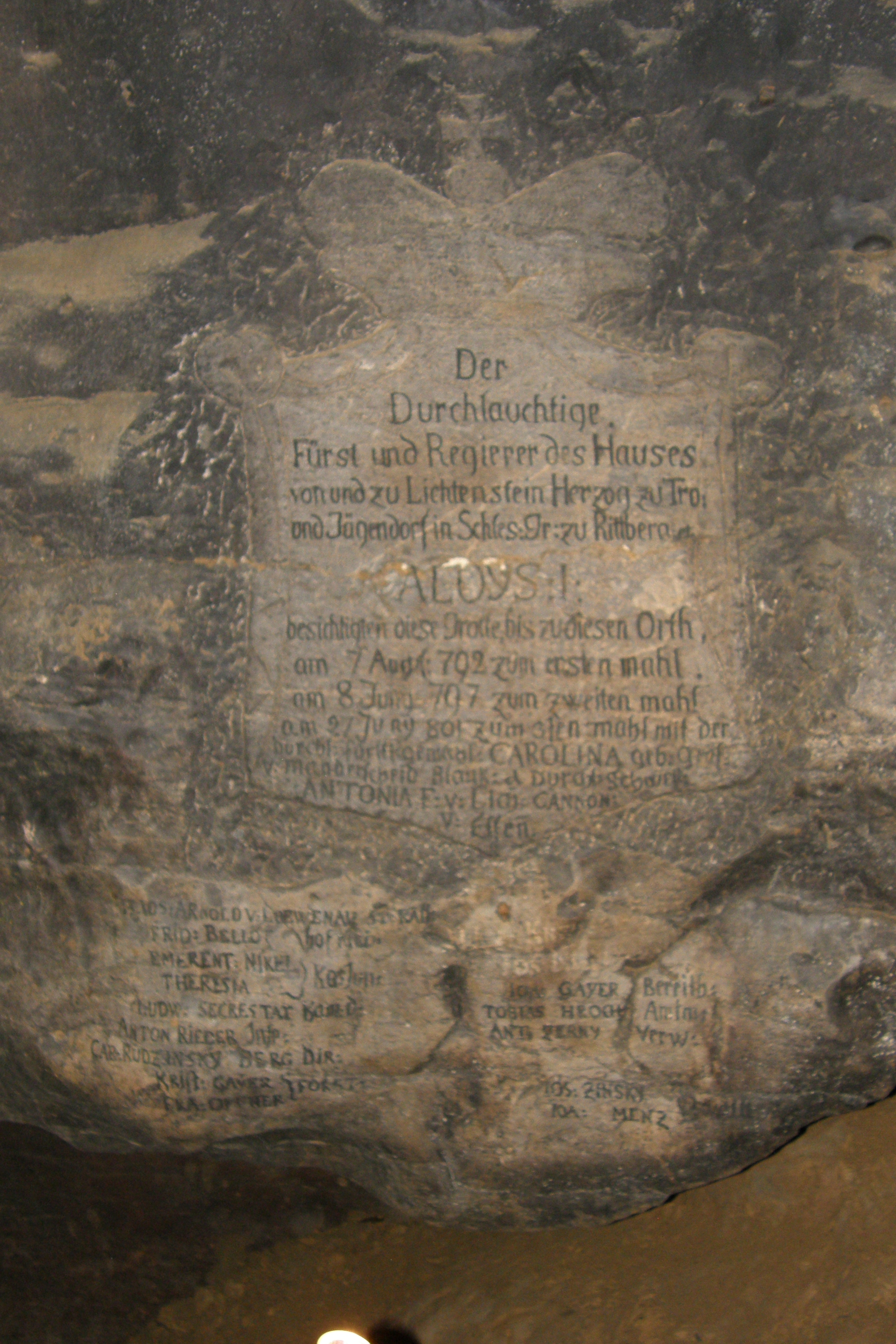
Lichtenštejnská pamětní deska z roku 1801 u Šenkova sifonu v Býčí skále
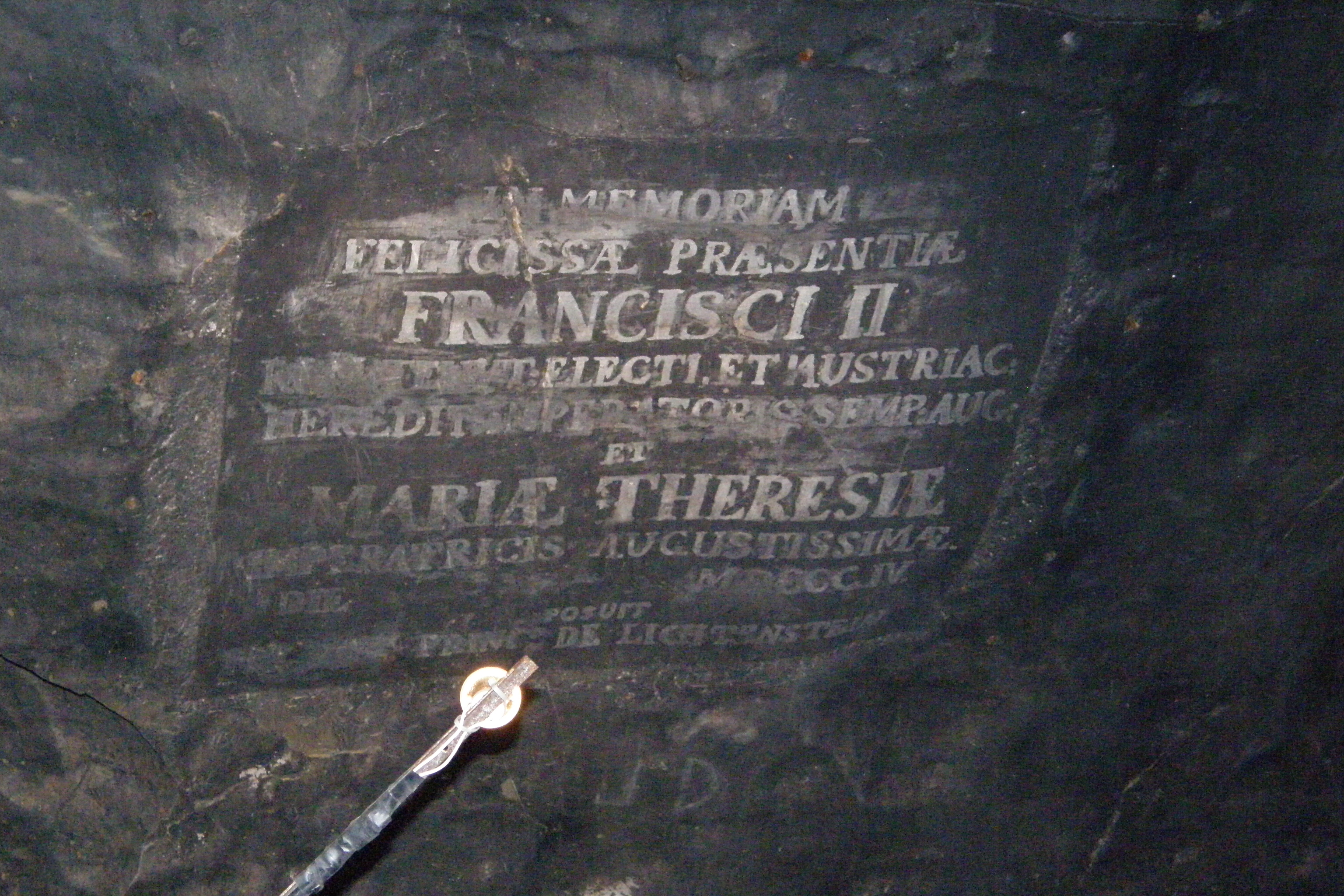
Pamětní deska upomínající na návštěvu císaře Františka II. a manželky Marie Terezie Neapolsko-sicilské 7. září 1804 u Šenkova sifonu v Býčí skále
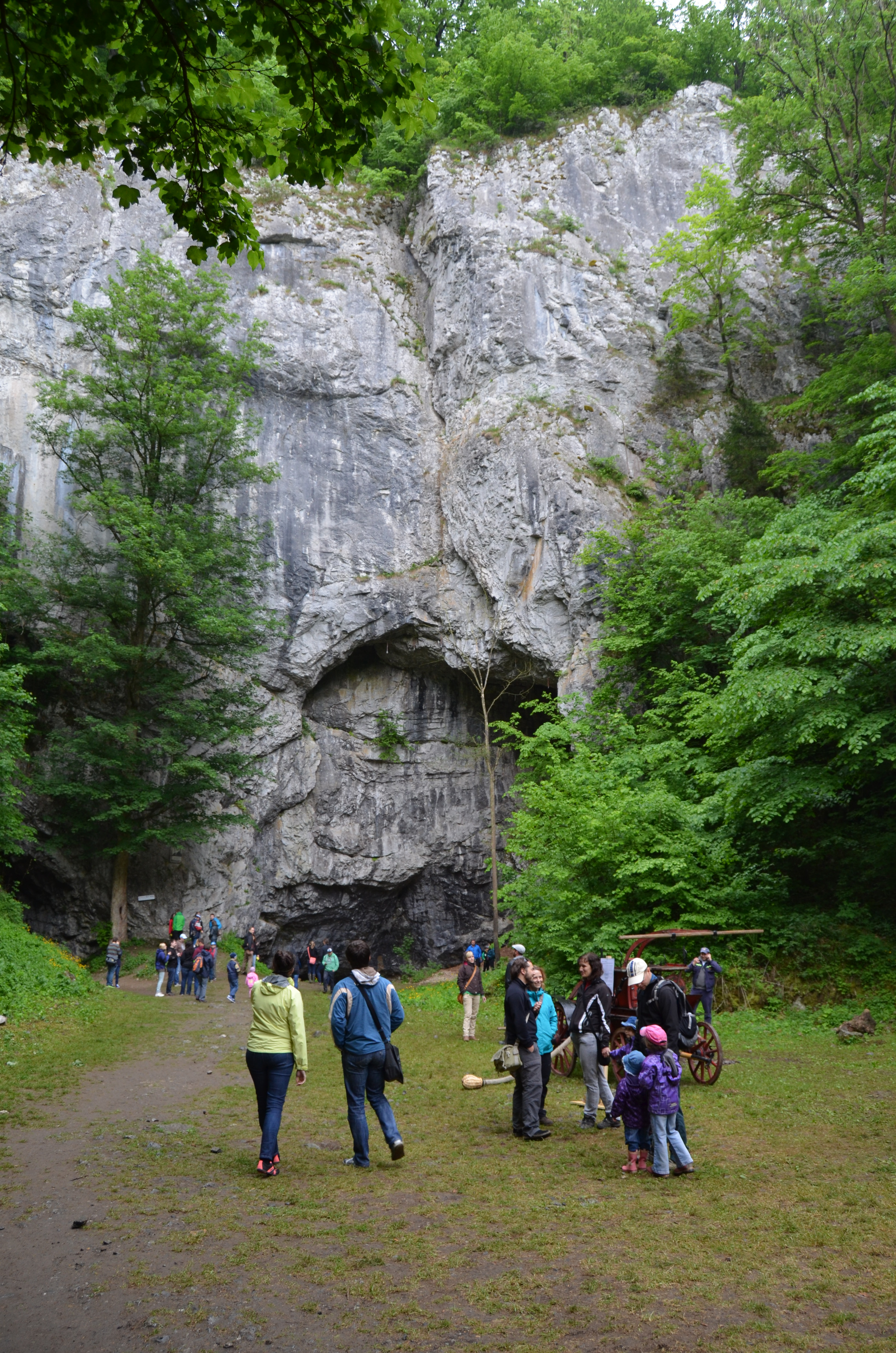
Dny otevřených dveří na Býčí skále v květnu roku 2015
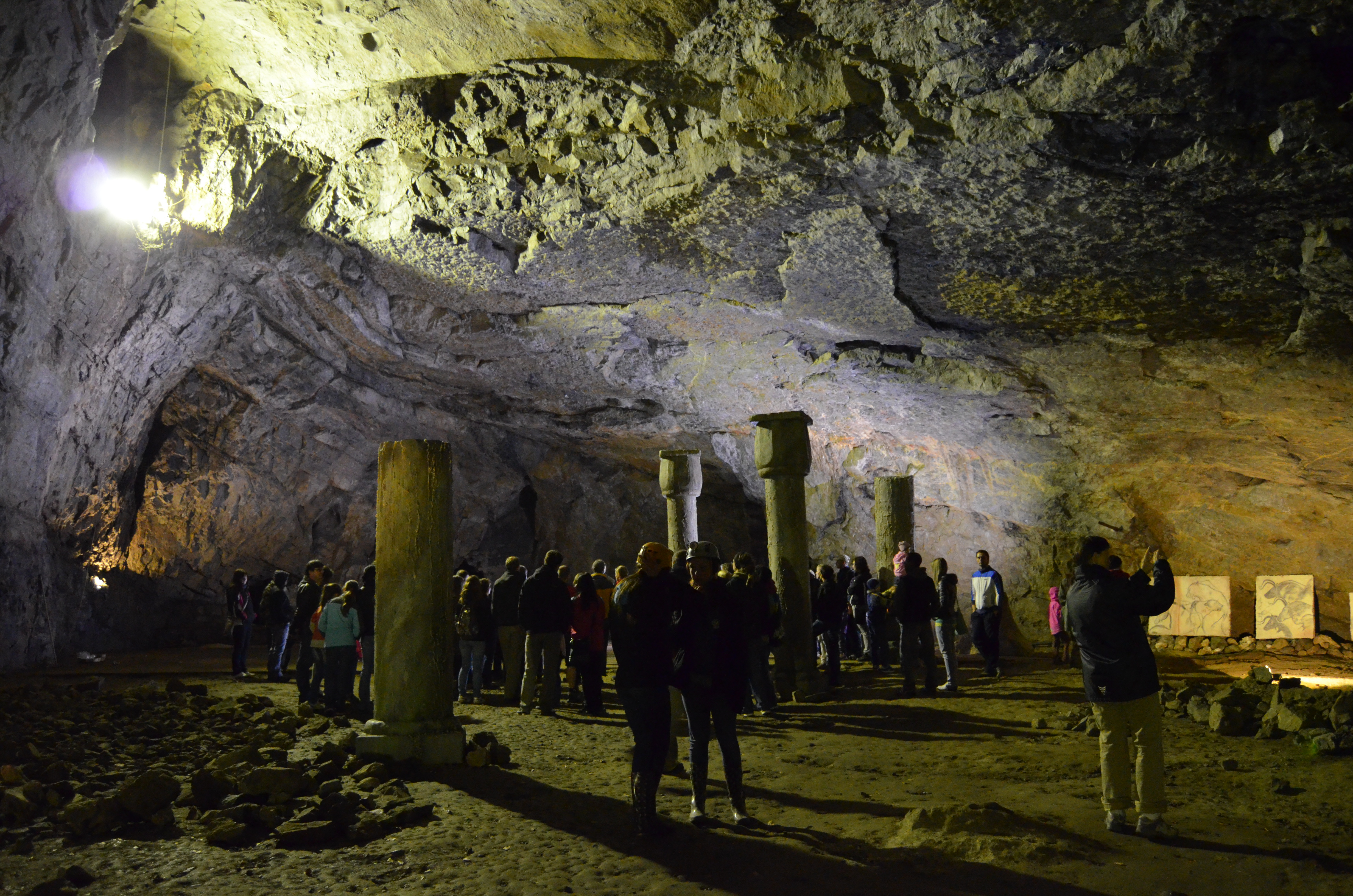
Tzv. Předsíň v Býčí skále, která byla značně narušena remodelací a položením betonové podlahy v roce 1944-1945 v Protektorátu Čechy a Morava
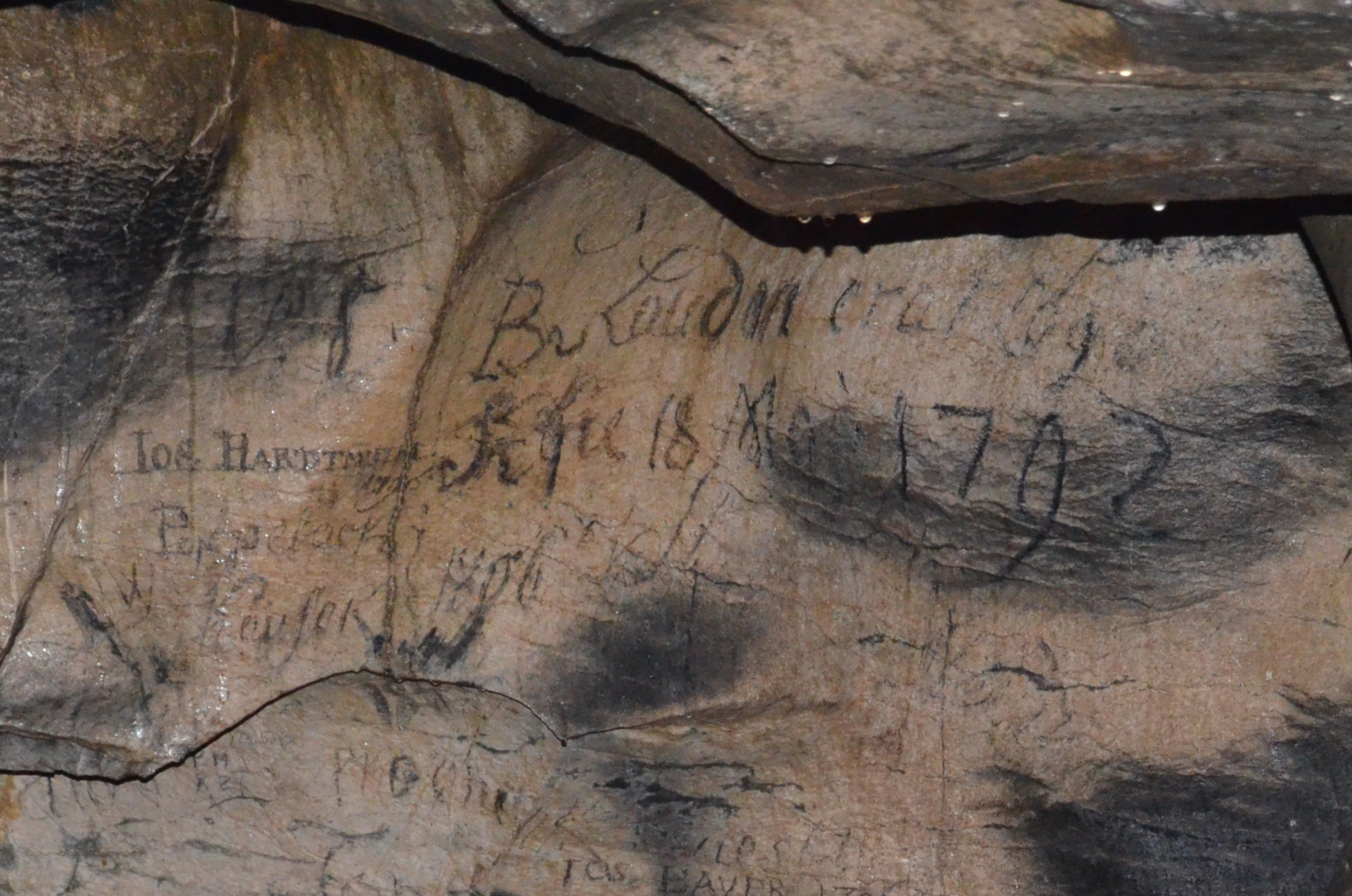
Podpis Ernsta Gideona von Laudona a Josefa Hardthmutha u Pohanských kamenů v Býčí skále
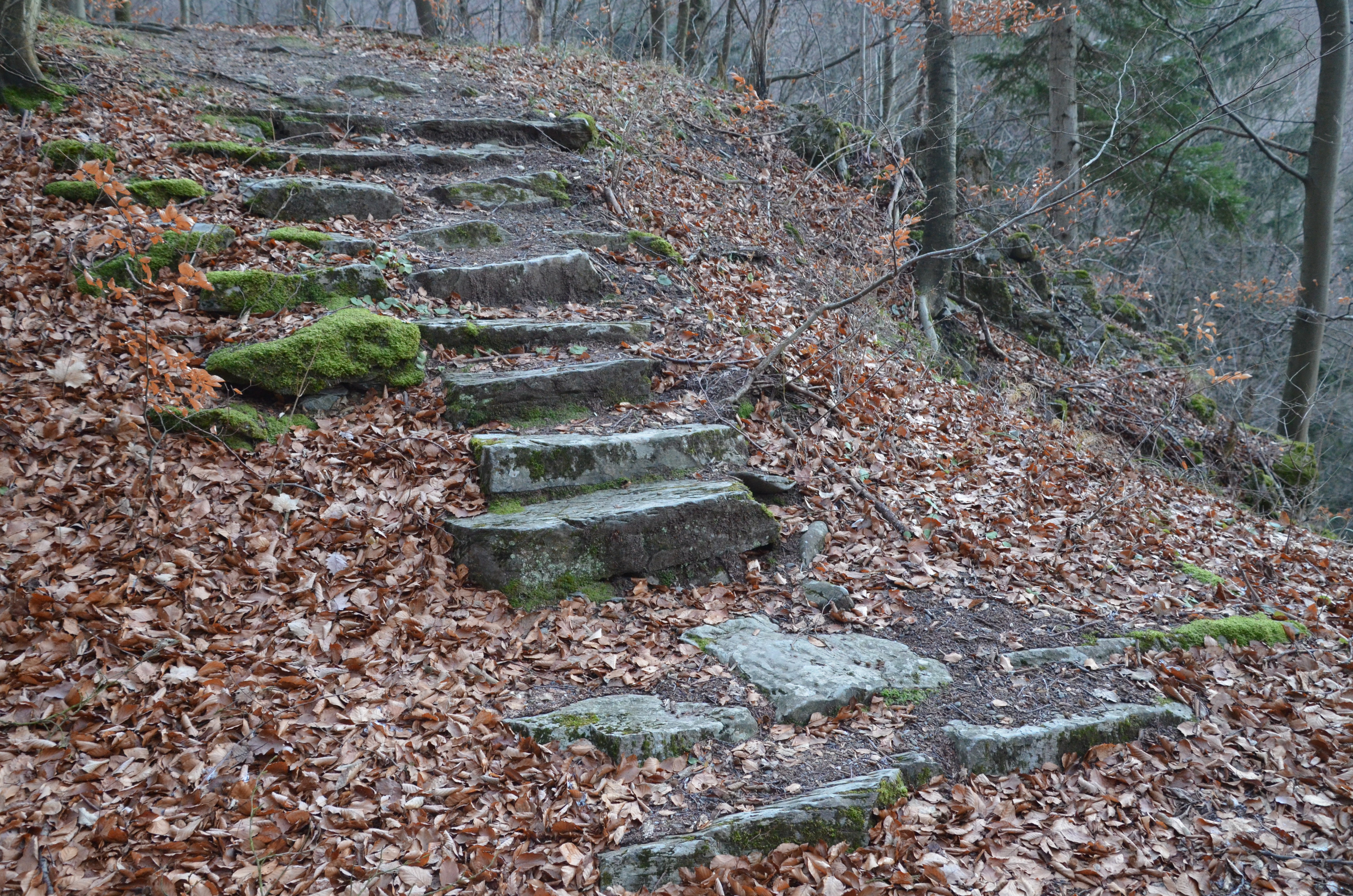
Schody v místě, kde stával altán nad Býčí skálou

### Kostelík
Jde o druhou průchozí jeskyní v areálu, která byla znovu uměle domodelována. Nachází se při bývalé vozové cestě (ze západu), která směřovala od Býčí skály k altánu nad ní. Vozy se mohly v jeskyni otočit a úvratí najet na cestu nad Býčí skálu, Krkavčí skálu, případně dál na Josefov či Habrůvku. Od jeskyně směřuje východním směrem pouze pěší cesta zpět na dno Křtinského údolí k vývěru Křtinského potoka. Dodnes se u jeskyně ve směru na Křtiny dochovala kamenná zeď podpírající tuto cestu. Interiér jeskyně byl upraven pro odpočinek – podobně jako v Jáchymce zde byly zřízeny též kamenné lavice.
Přímo z jeskyně bylo možné pozorovat hradní ruinu tzv. Hrádku u Babic na protější straně údolí.

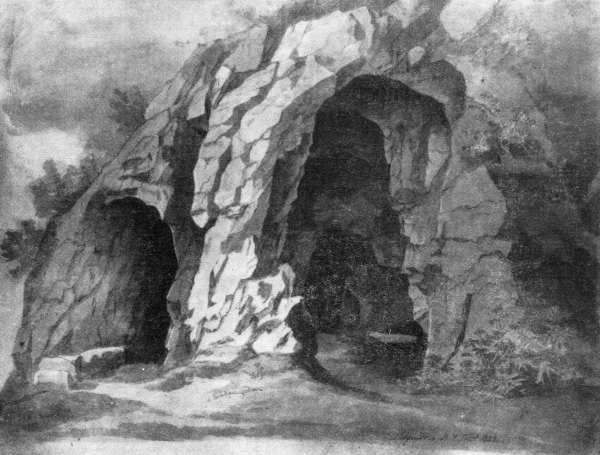
Východní dvojice vchodů do jeskyně v roce 1822, autor F. Richter
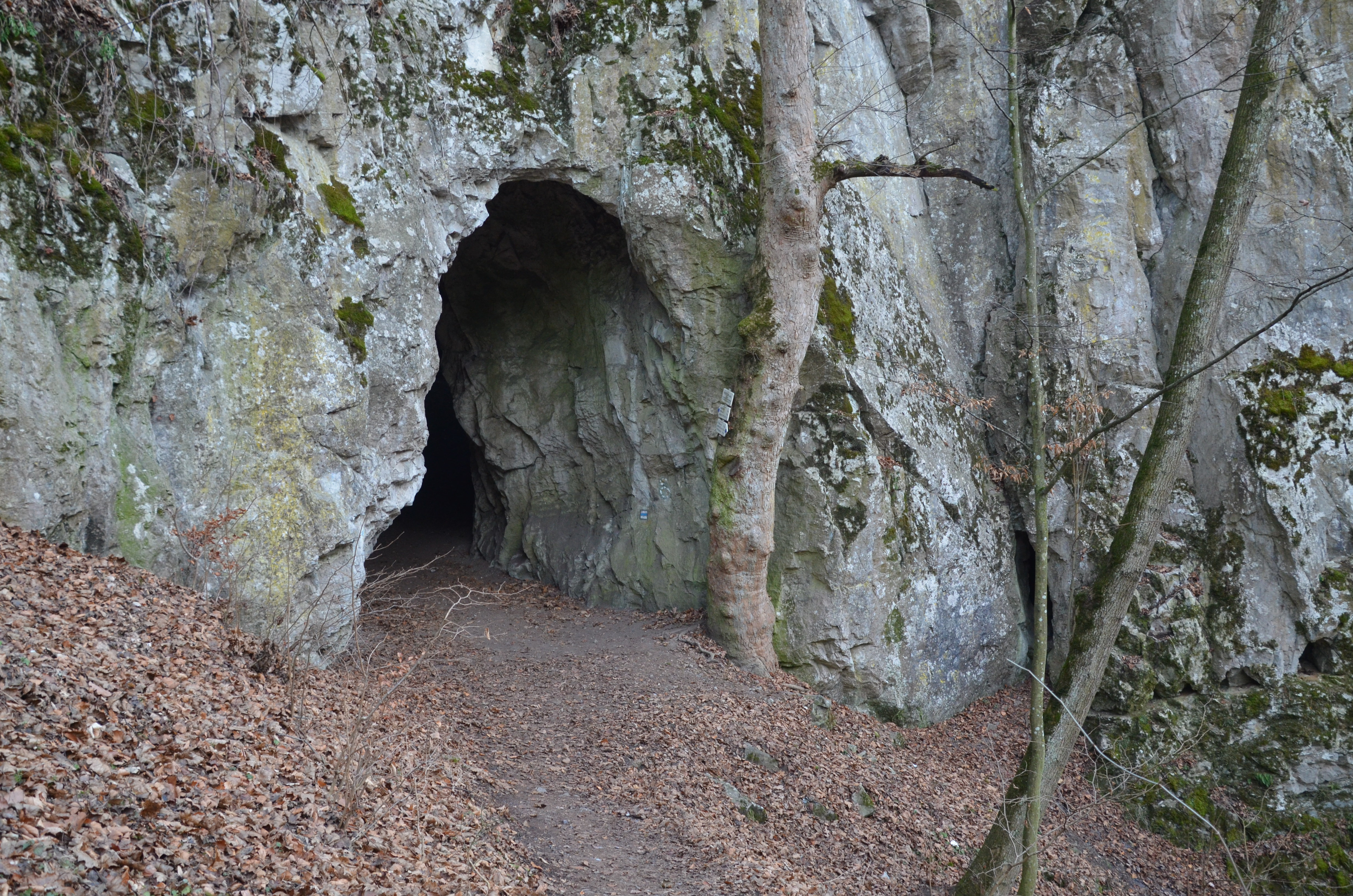
Západní vchod do jeskyně v roce 2016
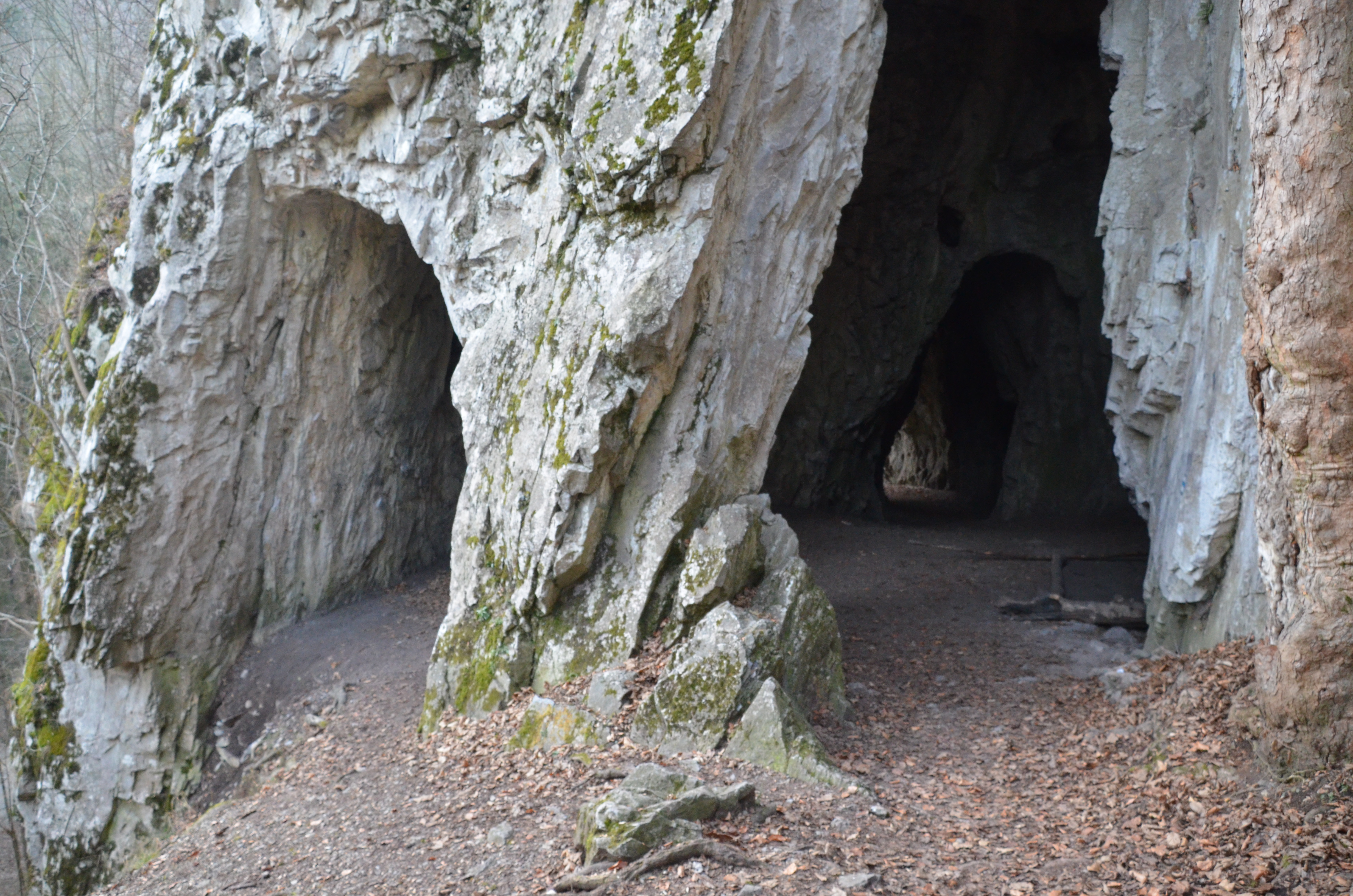
Východní vchody do jeskyně v roce 2016
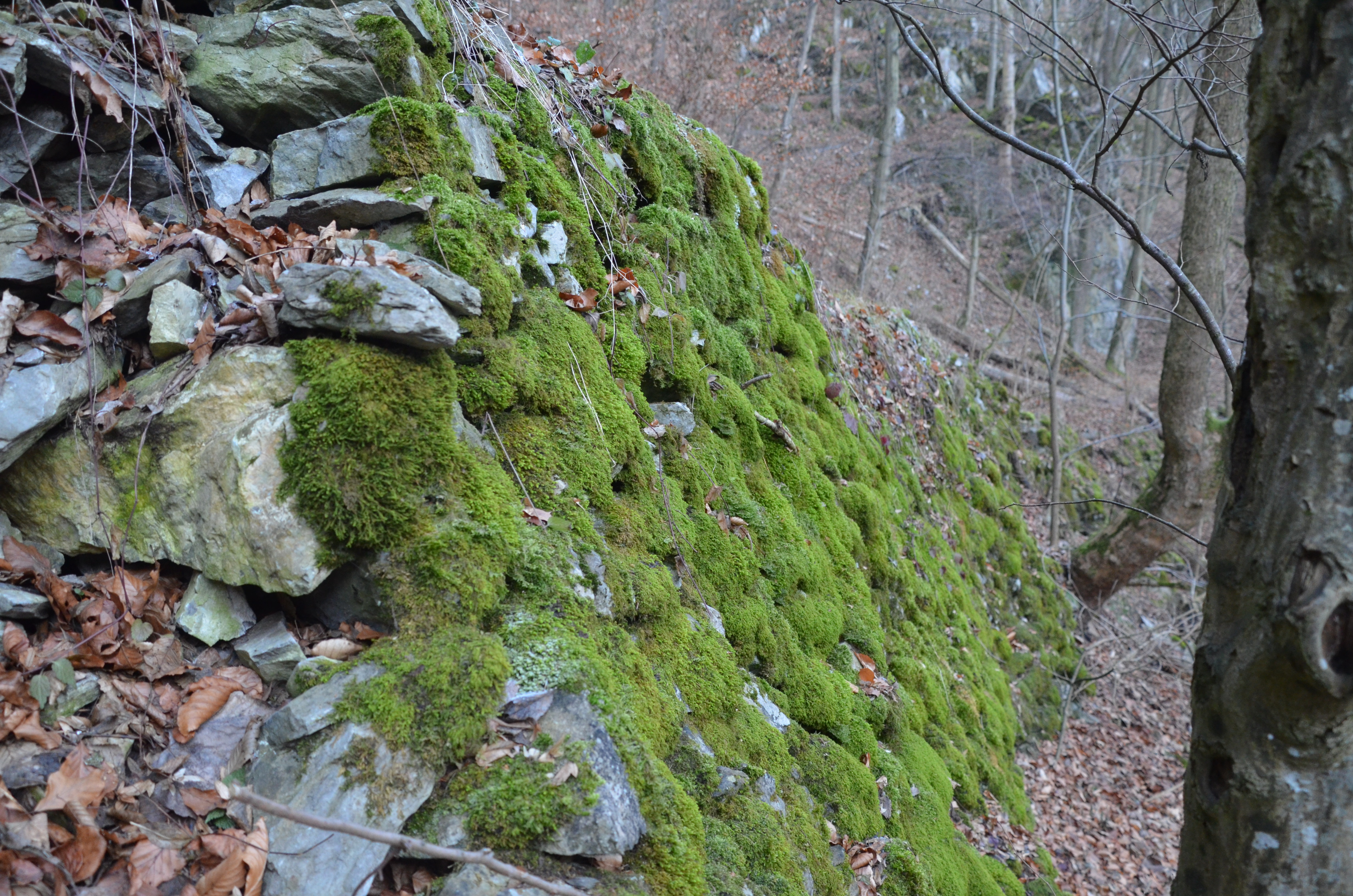
Kamenná opěrní zeď cesty od východního vchodu jeskyně do Křtinského údolí

### Výpustek
Další a poslední uměle upravenou jeskyní v Křtinském údolí byl Výpustek. Zde proběhly na počátku 19. století velkorysé úpravy. Jak napsal dobový autor J. Horky, v místech, kde bylo potřeba k postupu jeskyní plazení, mohl po úpravě projet vůz. Práce probíhaly za Aloise I. Josefa i Jana I. Josefa Lichtenštejnů, a to vedením Bernharda Petriho. Mezi další úpravy interiéru jeskyně patří například úpravy ve vchodu do jeskyně (vchod č. 2, též Horní vchod), kde se v předsíni objevily dvoje kamenné schody, železné schodiště, zmiňované v dobovém tisku asi nikdy instalováno nebylo. V roce 1807 též vznikla vůbec první mapa jeskyně, kterou zhotovil Antonín Lola; jeskyni vyobrazil jako Plutovu podzemní říši.

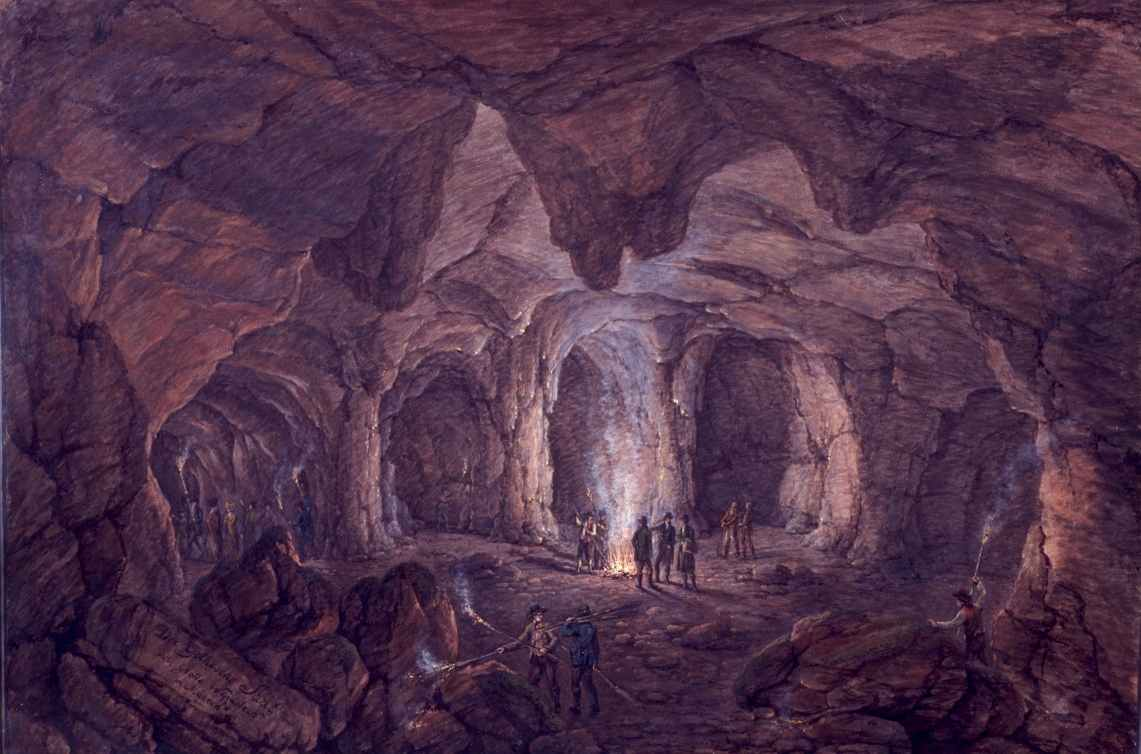
Podoba dolního interiéru jeskyně (asi Císařský sál) před rokem 1820, autor F. F. Runk
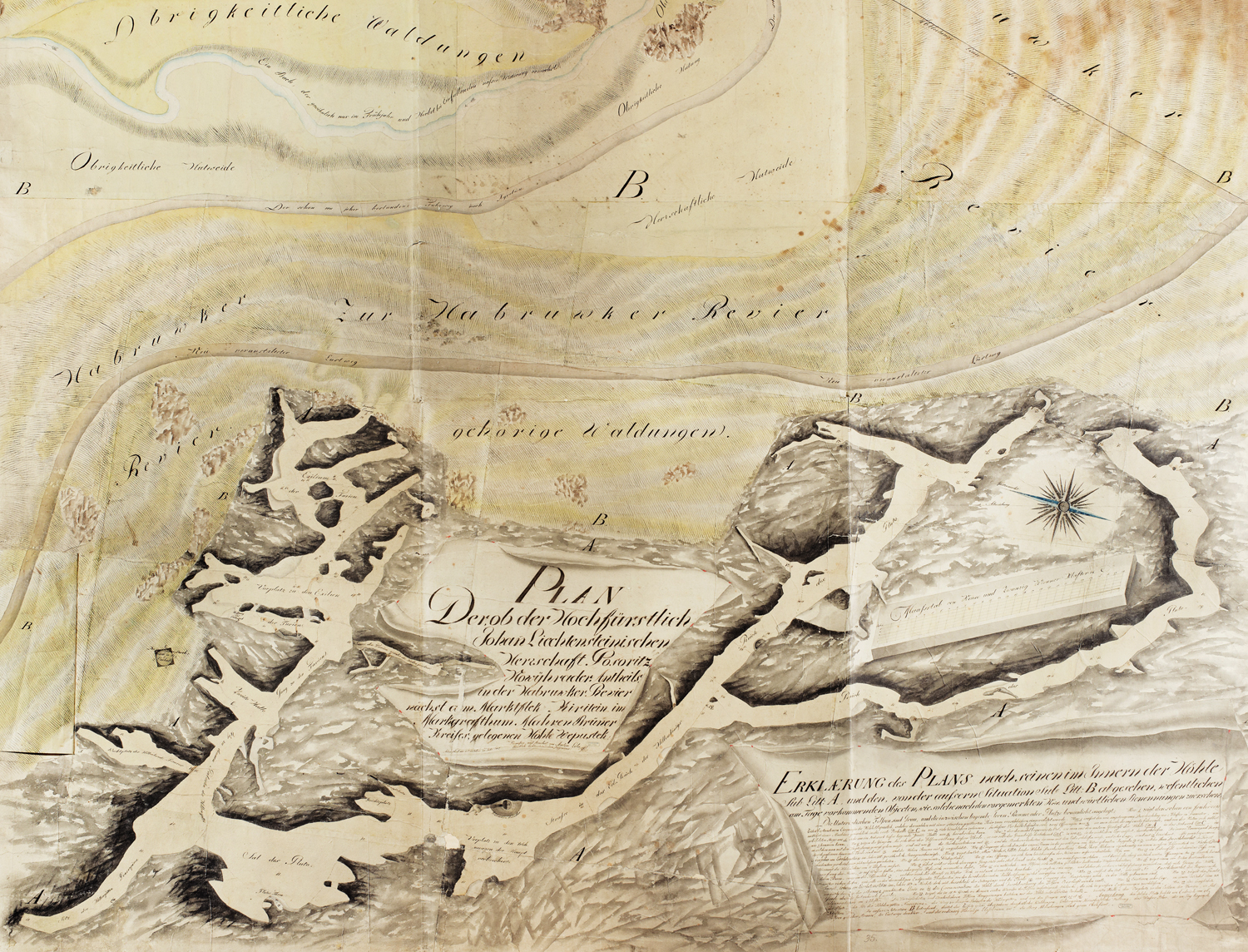
Nejstarší mapa Výpustku, autor Antonín Lola 1807

### Křtiny
Přestože Křtiny připadly Lichtenštejnům teprve v roce 1894, byly logickou součástí areálu již dříve, a to především proto, že se v nich zde nachází, podobně jako ve Vranově, poutní chrám – Jména Panny Marie. Na poutě sem směřovaly tisíce poutníků, kteří se mísili s prvními turisty, jejichž zájmem byly partie romantického parku.

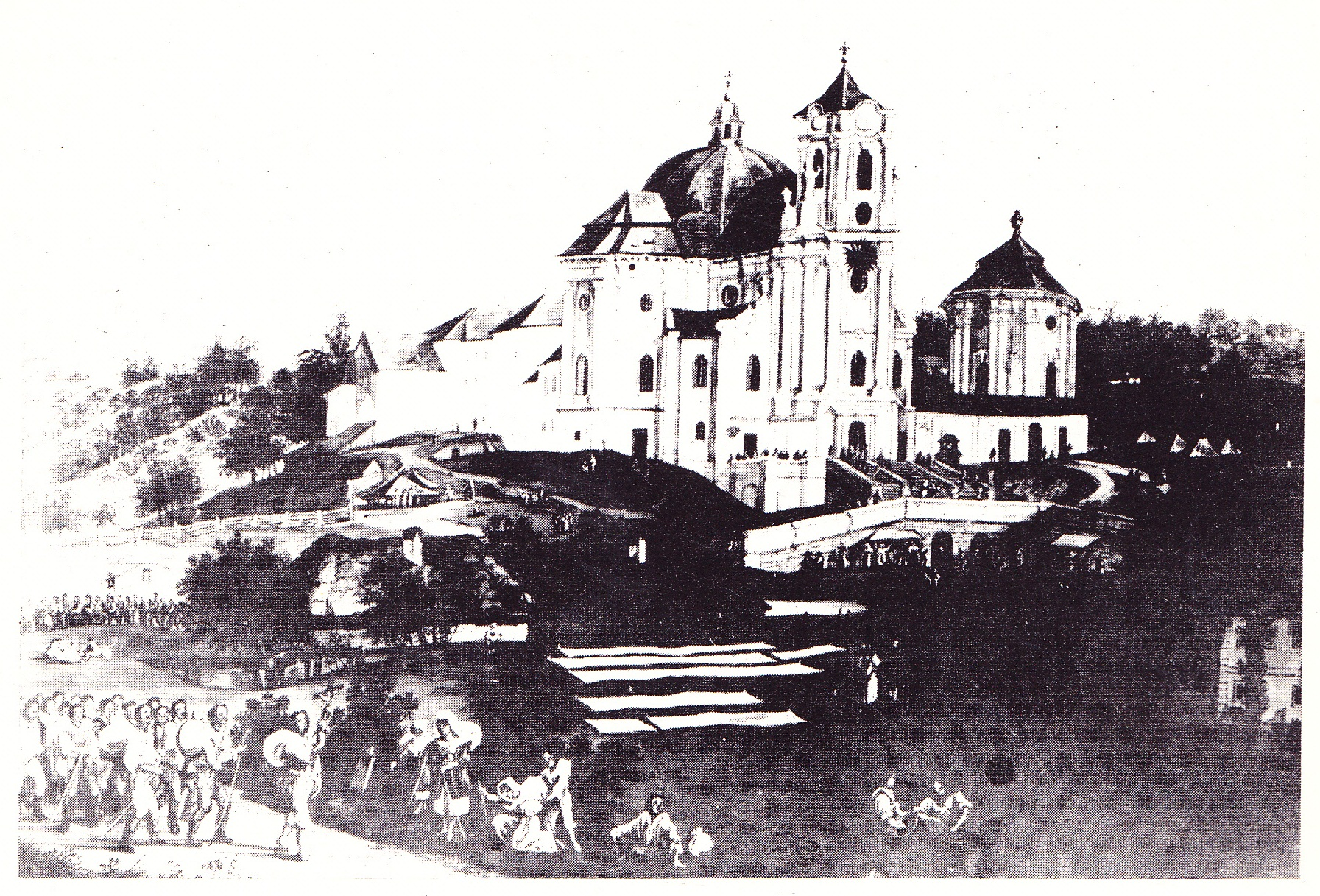
Malba kostela Jména Panny Marie ve Křtinách od neznámého autora pocházející zřejmě z doby před rokem 1844
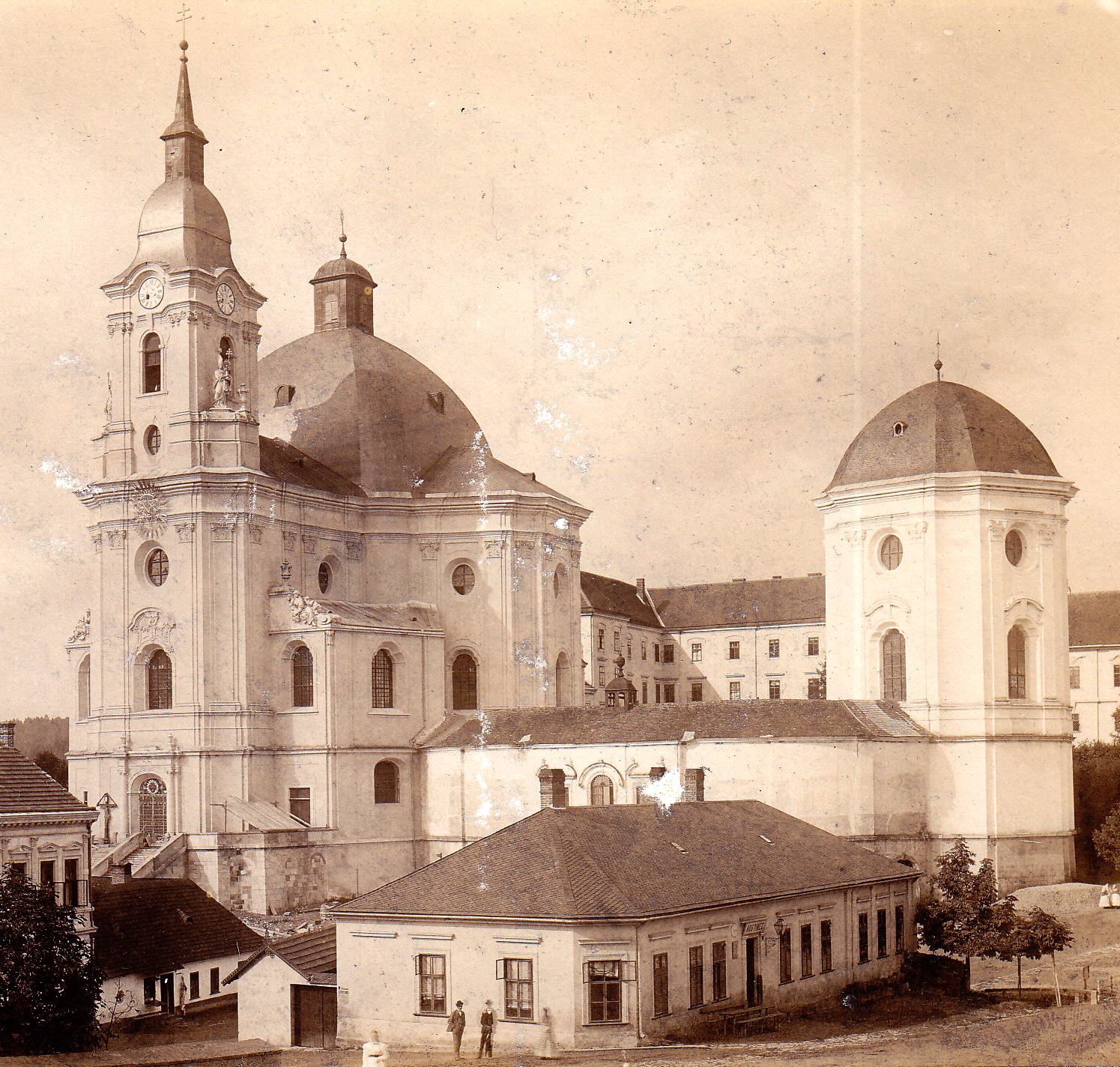
Křtinský chrám Jména Panny Marie ve Křtinách v 1. polovině 20. století
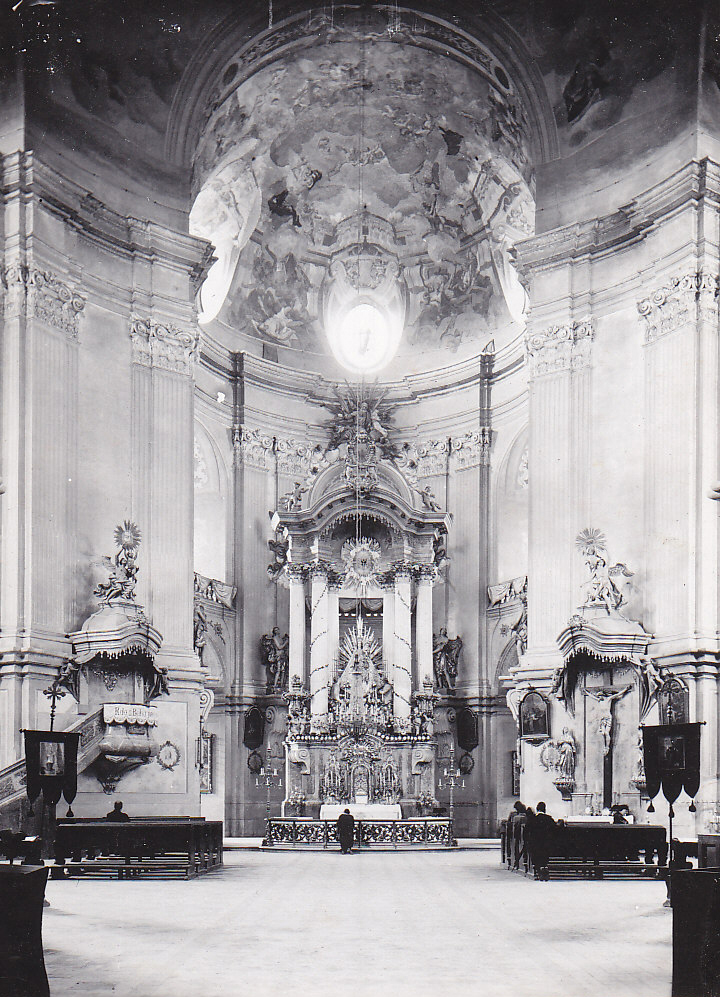
Hlavní oltář v křtinském chrámu Jména Panny Marie ve Křtinách v 1. polovině 20. století
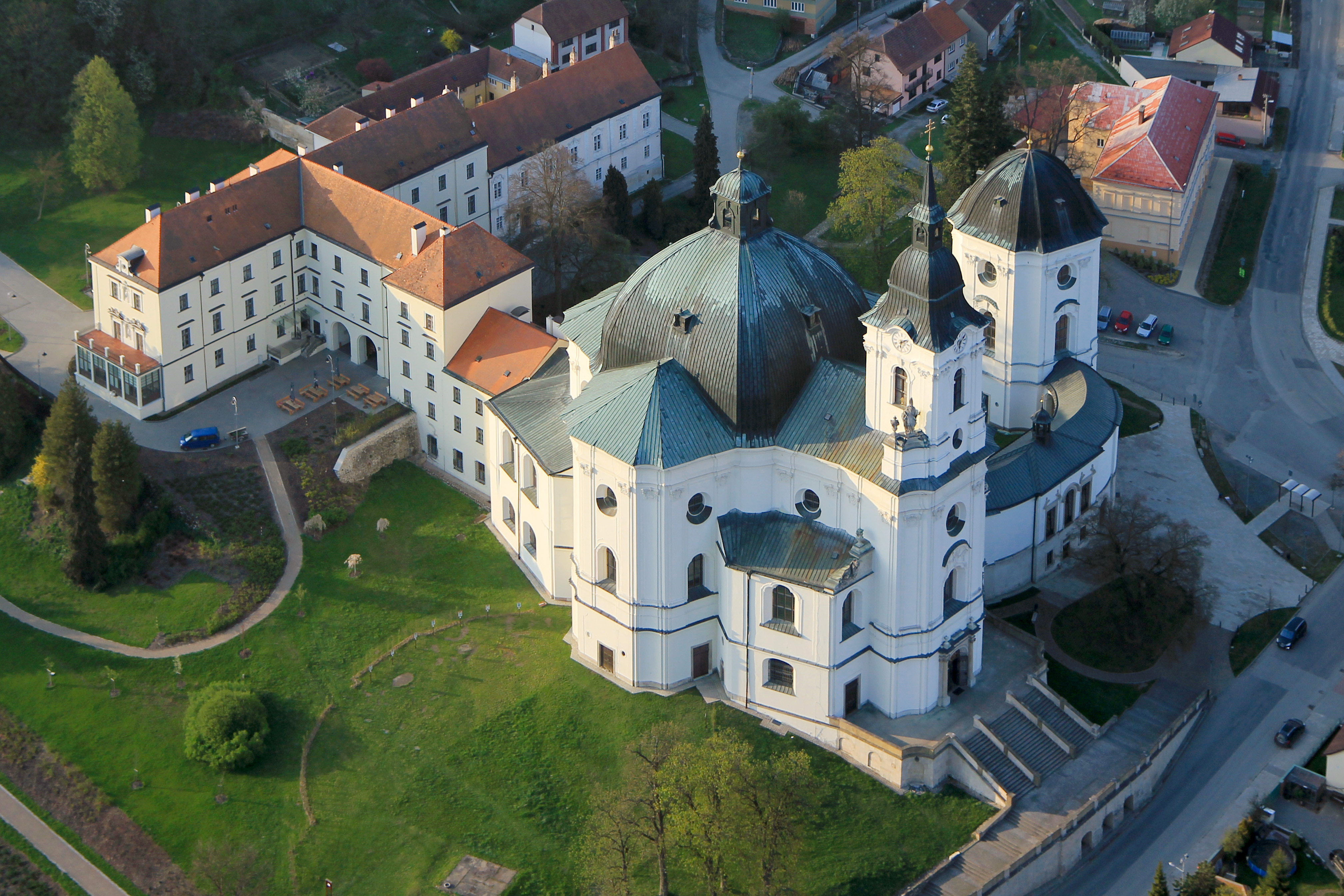
Kostel Jména Panny Marie ve Křtinách dnes

### Další místa
Součástí parkových úprav bylo také vybudování sítě cest, odpočívadel a dalších menších vyhlídek. Např. před jeskyní Jestřábka je vytvořené umělé prostranství z nasucho kladených kamenů. Součástí romantické krajiny byly rozvolněné prvky a výhledy, jako na kostel svaté Kateřiny ve Svaté Kateřině, který byl dobře vidět z vyhlídky Nového hradu.

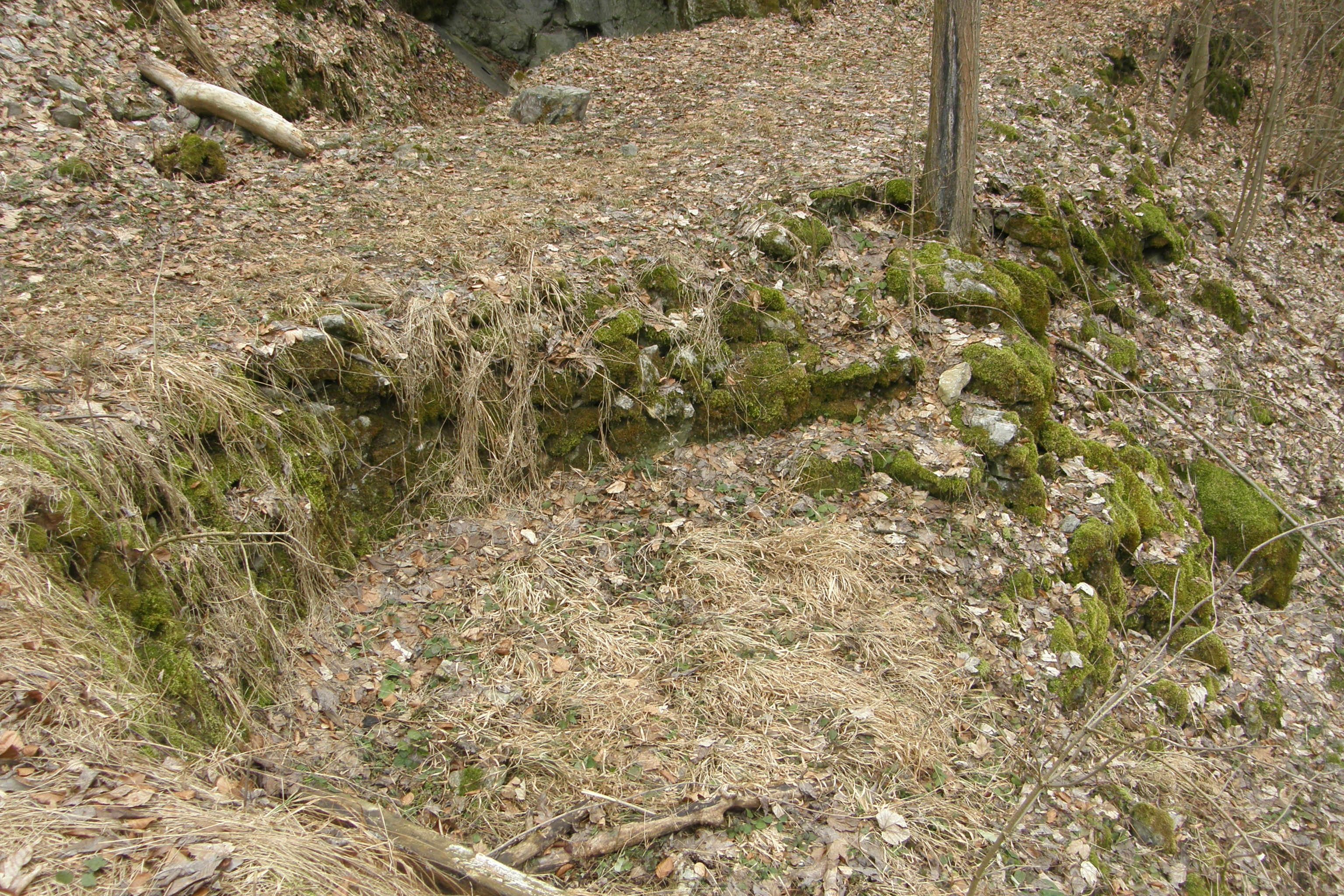
Uměle vytvořená terasa před jeskyní Jestřábka v Křtinském údolí
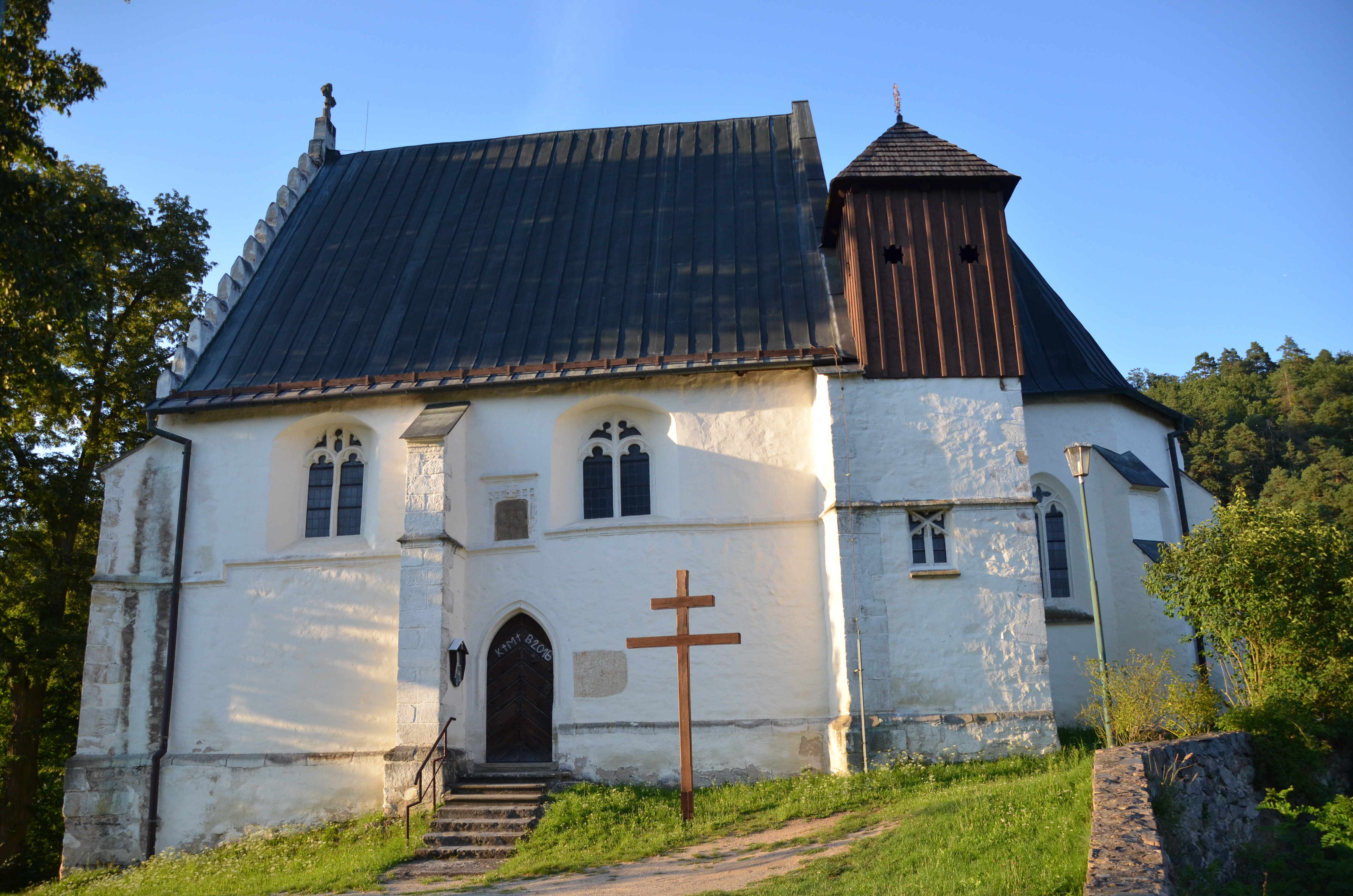
Kostel svaté Kateřiny ve Svaté Kateřině

### Jubilejní háje a památníky
U příležitosti 40. výročí vlády knížete Jana II. z Lichtenštejna roku 1898 byly na každém revíru lichtenštejnského panství zakládány jubilejní háje s památníky. Jejich součástí byla kamenná pamětní tabule a výsadba 58 dubů, symbolizujících věk knížete. Z toho bylo vždy 18 dubů červených (jeho věk při nástupu na trůn), 20 dubů letních a 20 dubů zimních (dohromady délka jeho panování). O deset let později byly pomníky doplněny ještě o menší tabulku připomínající dalších deset let vlády. Památníky byly původně zděné z vápencového kamene, nyní jsou tabule umístěny většinou na kupách kamenů. 

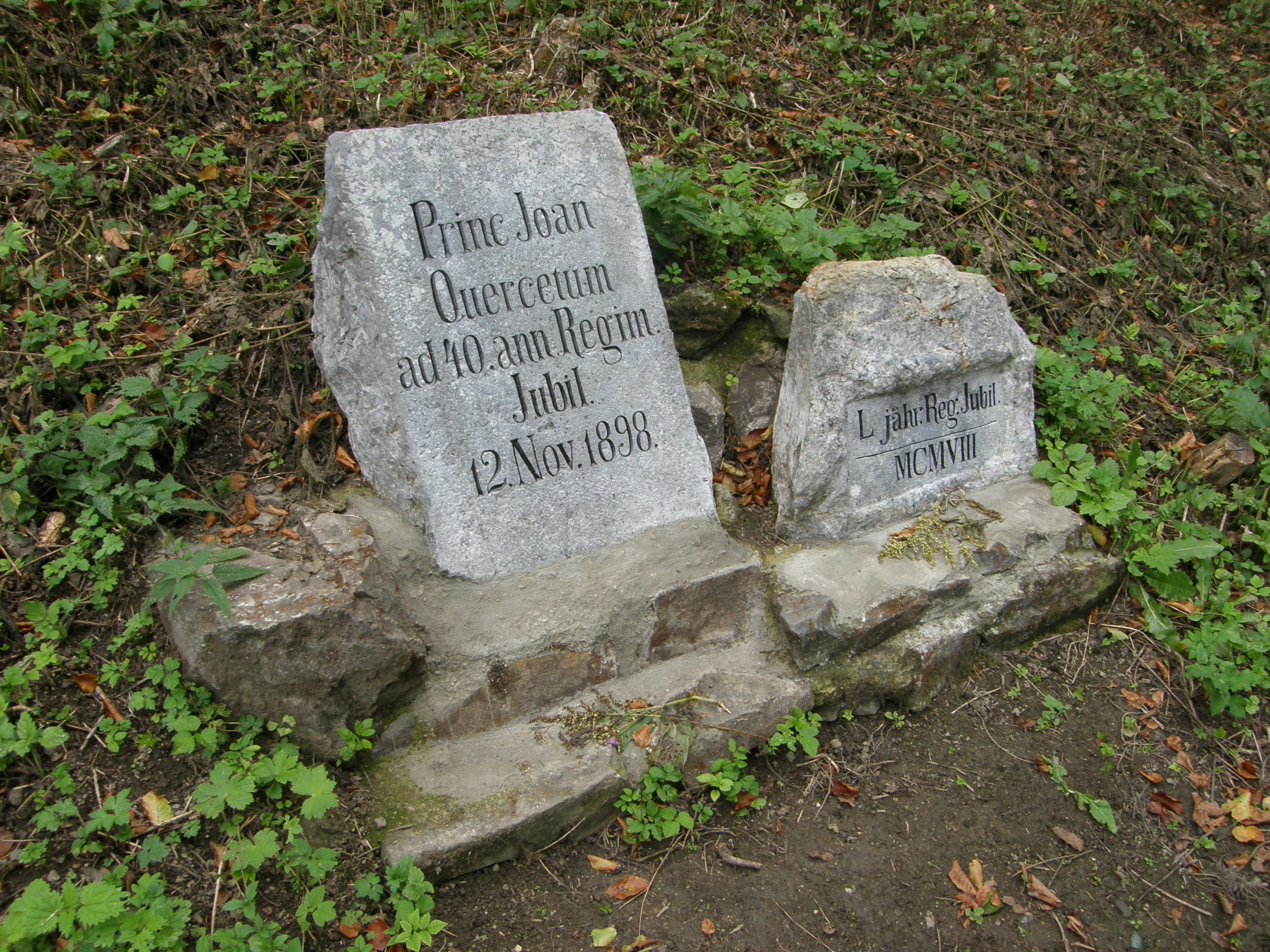
Lichtenštejnský jubilejní kámen u Adamova